# دهه ۲۰۲۰ (میلادی)

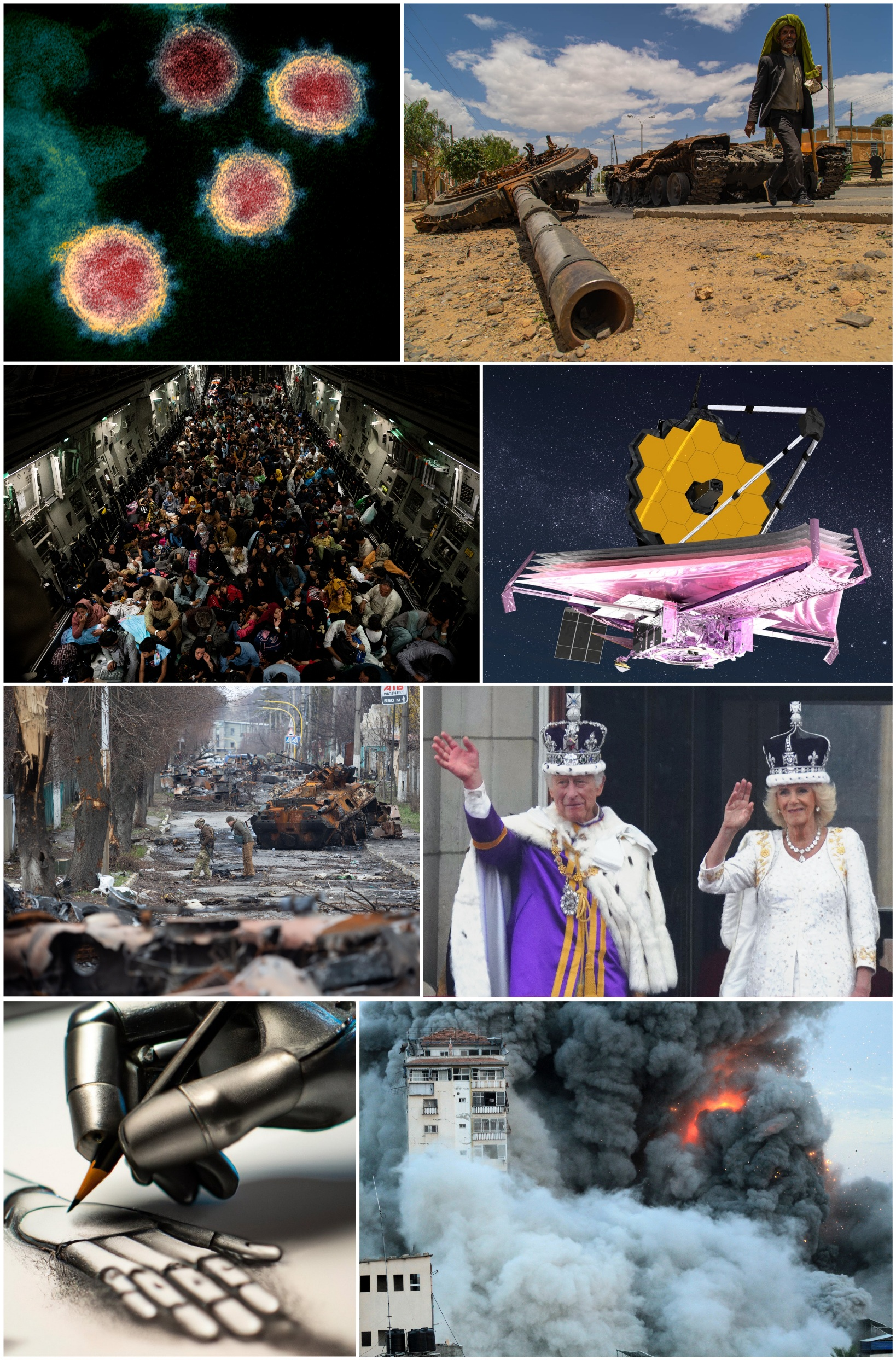

دهه ۲۰۲۰ (میلادی) دویست و دومین دهه تقویم میلادی است. این دهه در ۱ ژانویه سال ۲۰۲۰ آغاز شده و در ۳۱ دسامبر سال ۲۰۲۹ به پایان می‌رسد.

## سیاست و جنگ

### جنگ‌های بین‌المللی
- منازعه فلسطین-اسرائیل
- جنگ با تروریسم (جنگ در افغانستان (۲۰۰۱ تاکنون) و جنگ در عراق)
- مداخله نظامی علیه داعش
- مداخله نظامی در یمن به رهبری عربستان سعودی

### جنگ‌های درونی
- جنگ در کلمبیا
- جنگ مواد مخدر در مکزیک
- جنگ در سومالی (۲۰۰۹-اکنون)
- شورش بوکو حرام
- جنگ داخلی سوریه
- جنگ شمال مالی
- جنگ داخلی لیبی (۲۰۱۴–اکنون)
- جنگ داخلی یمن (۲۰۱۵ تا کنون)
- درگیری‌های عراق (۲۰۱۷-تاکنون)

### رهبران سرشناس جهان

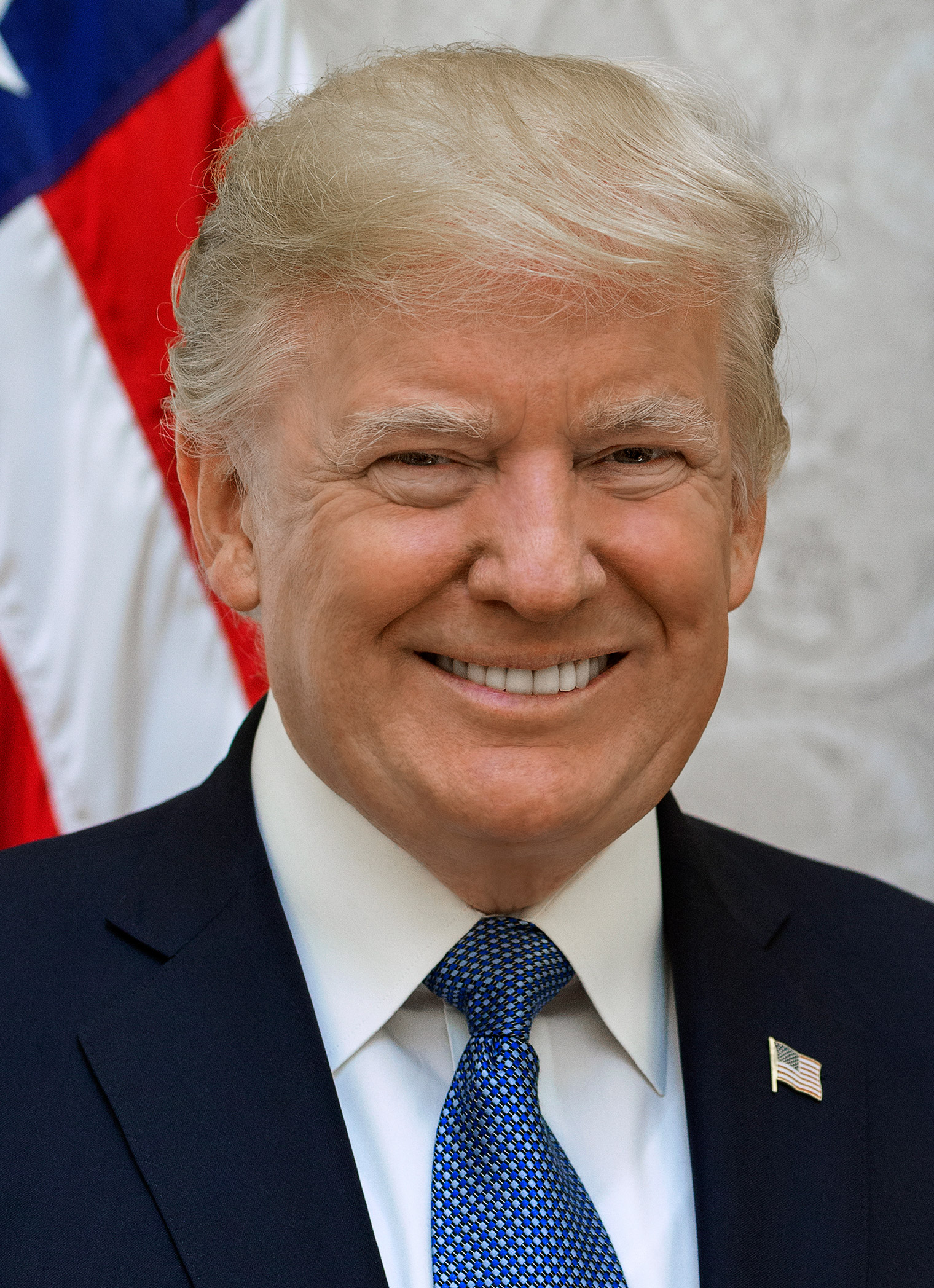
دونالد ترامپ
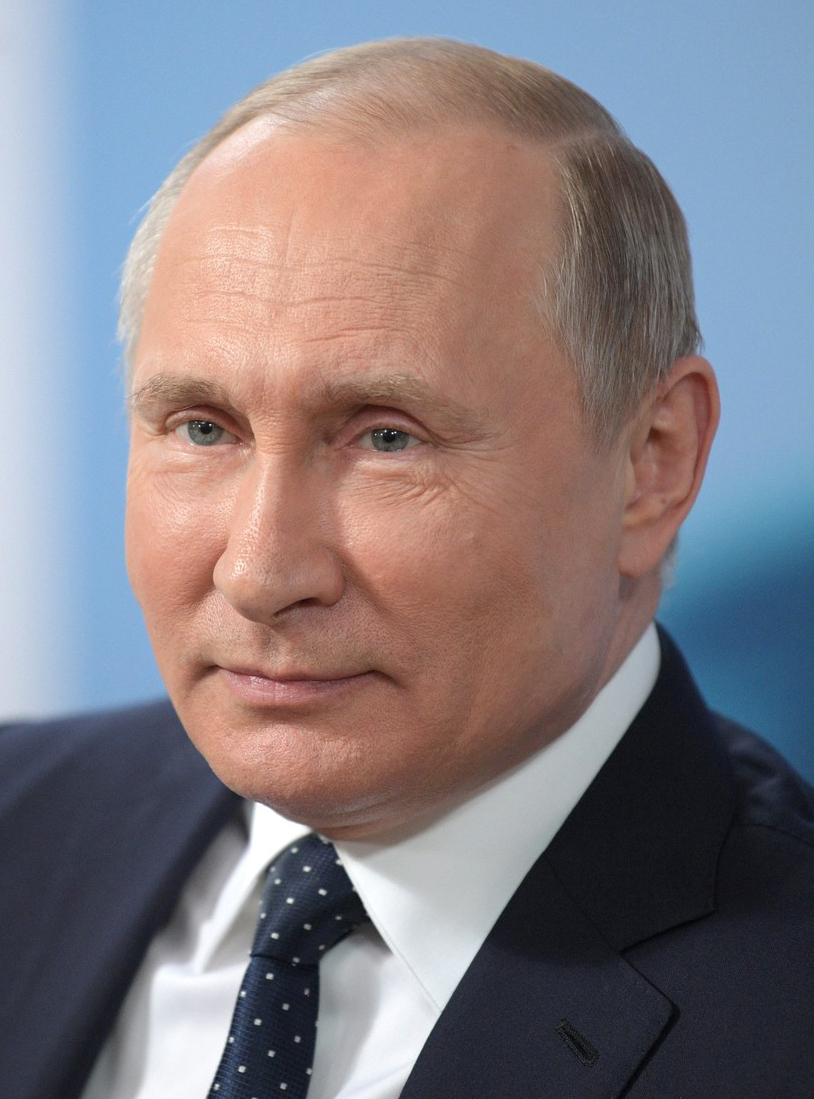
ولادمیر پوتین
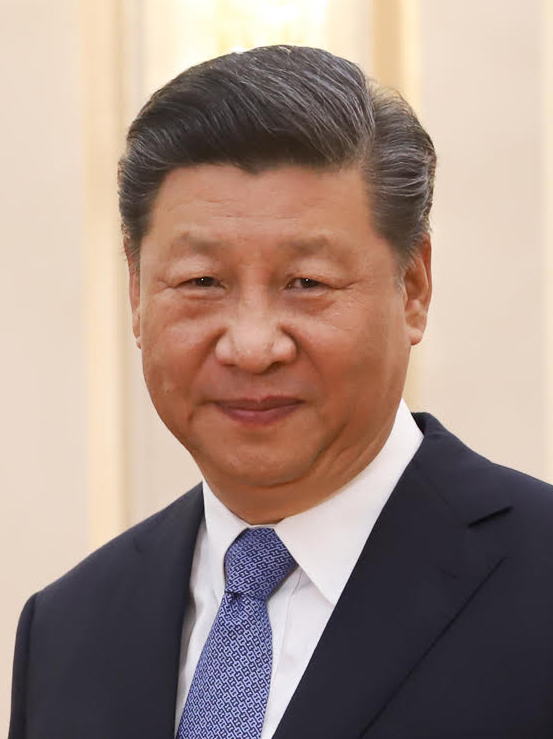
شی جین پینگ
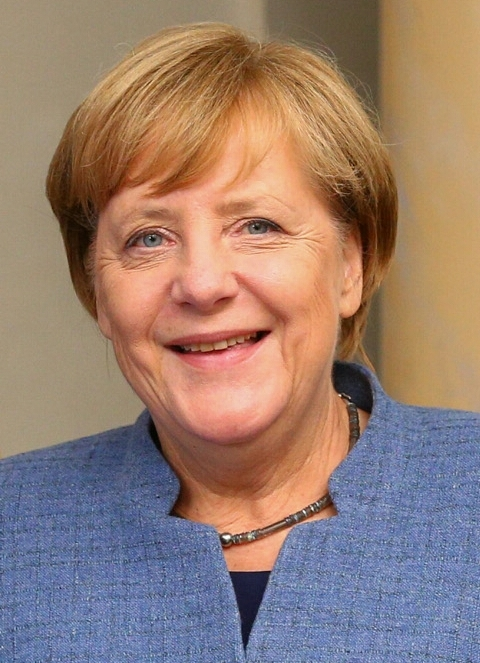
آنگلا مرکل
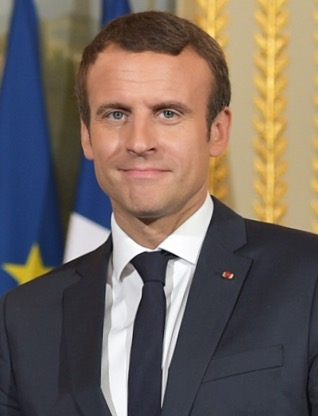
امانوئل مکرون
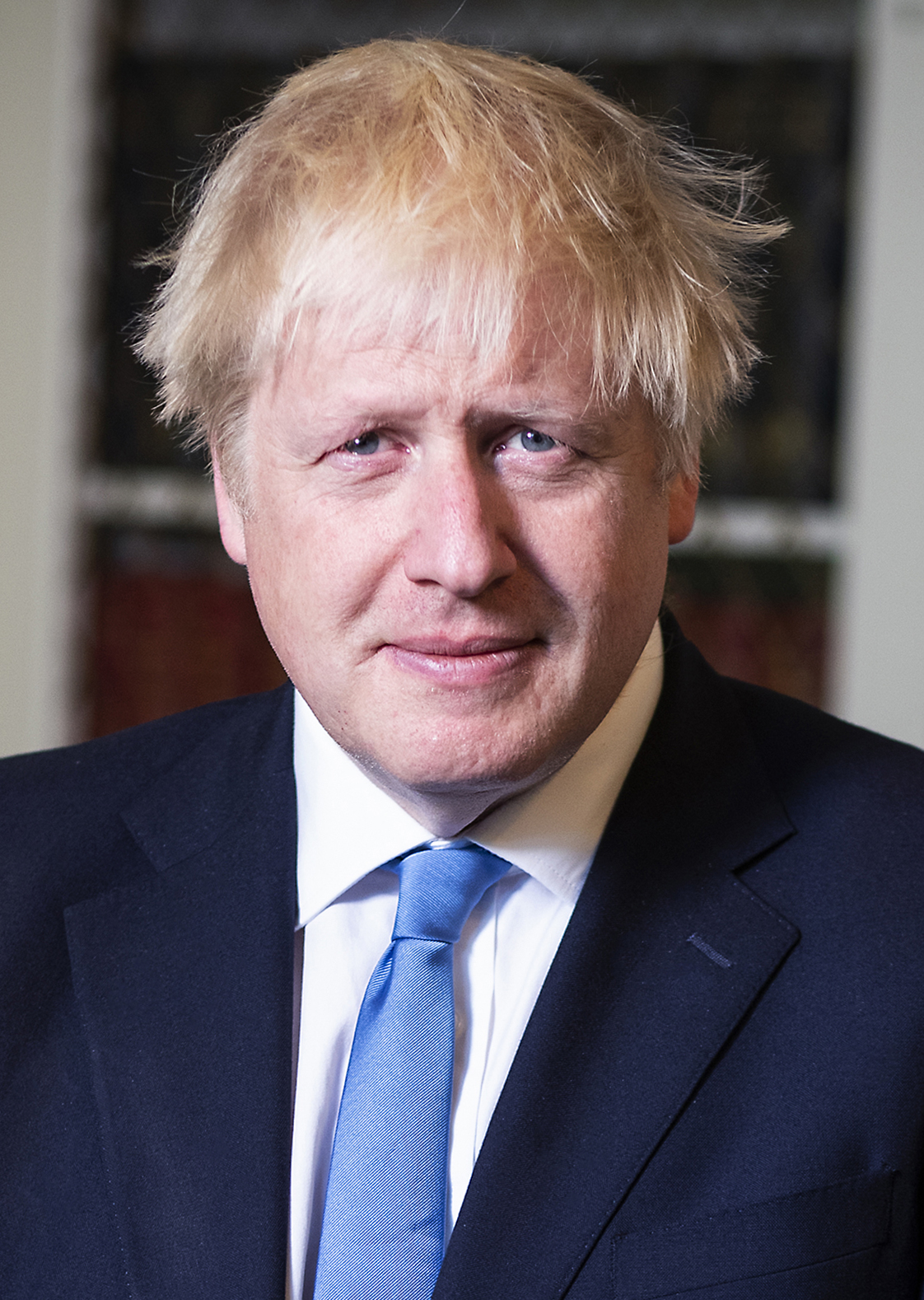
بوریس جانسون
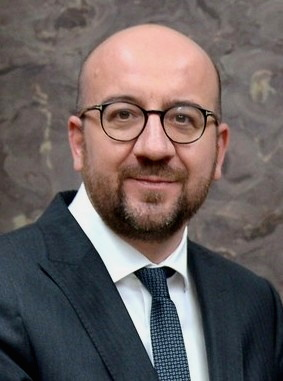
شارل میشل
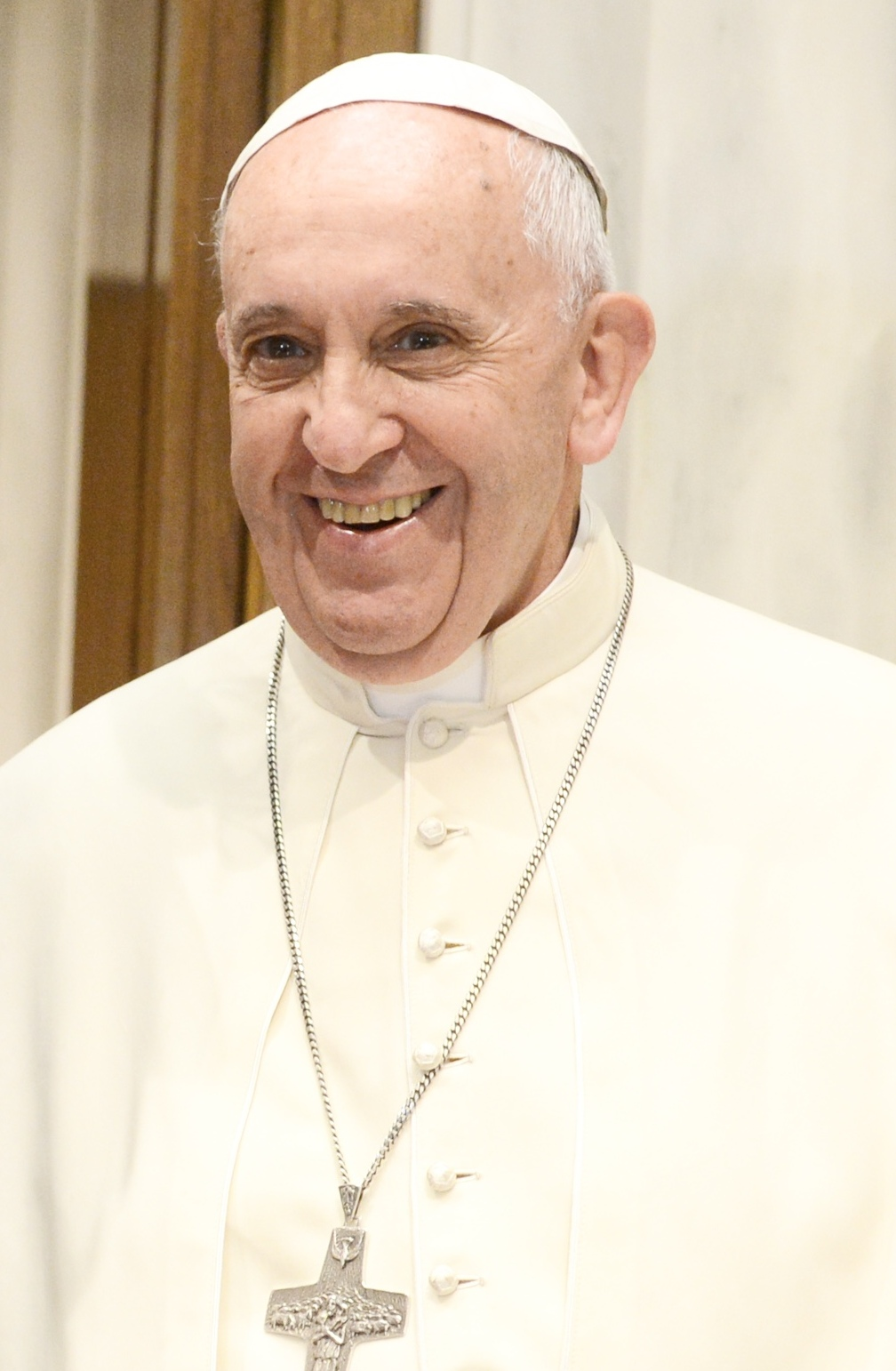
پاپ فرانسیس
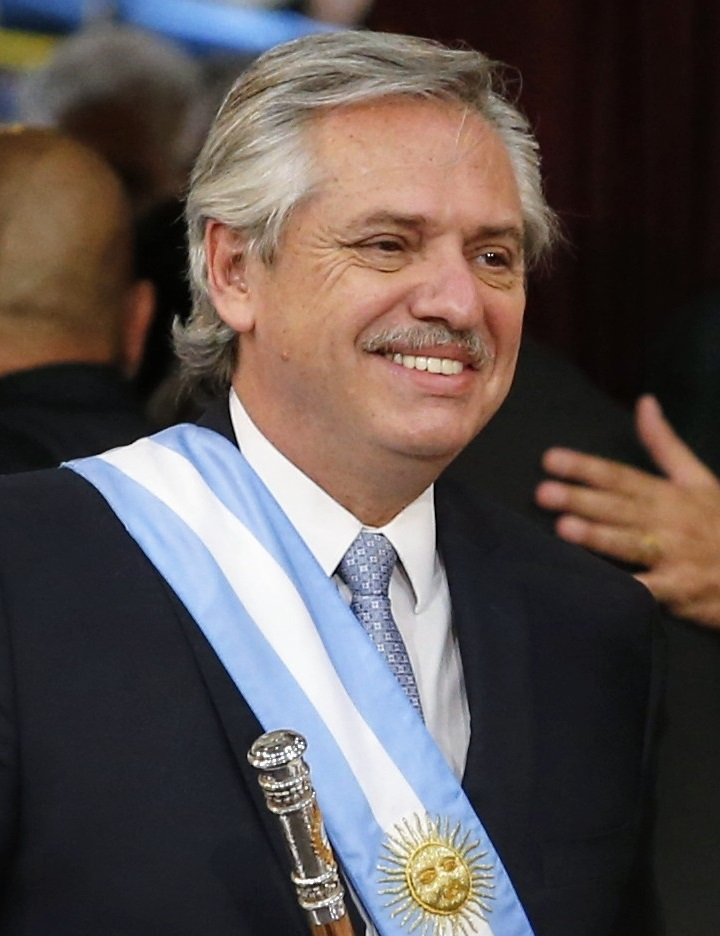
آلبرتو فرناندز
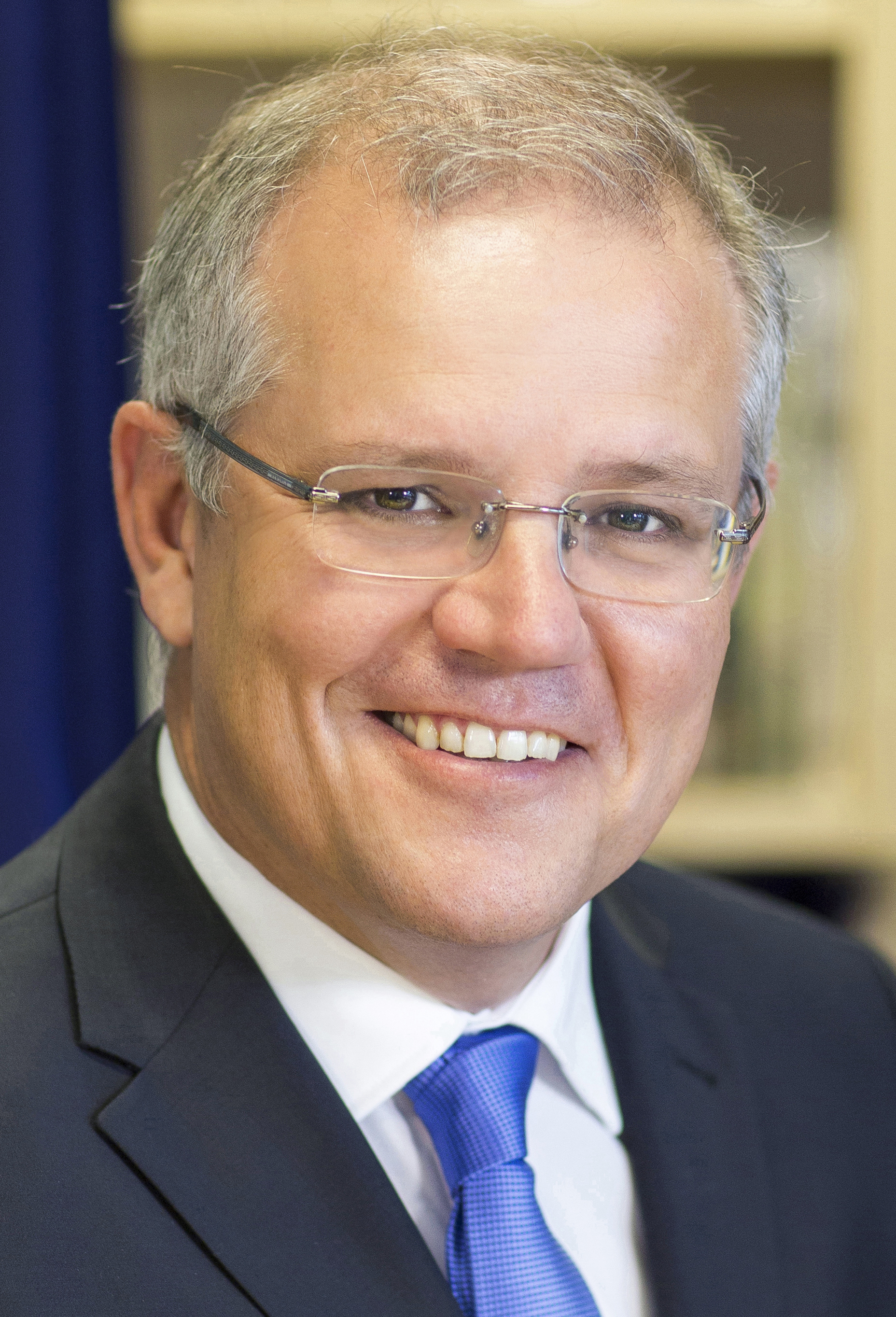
اسکات موریسون
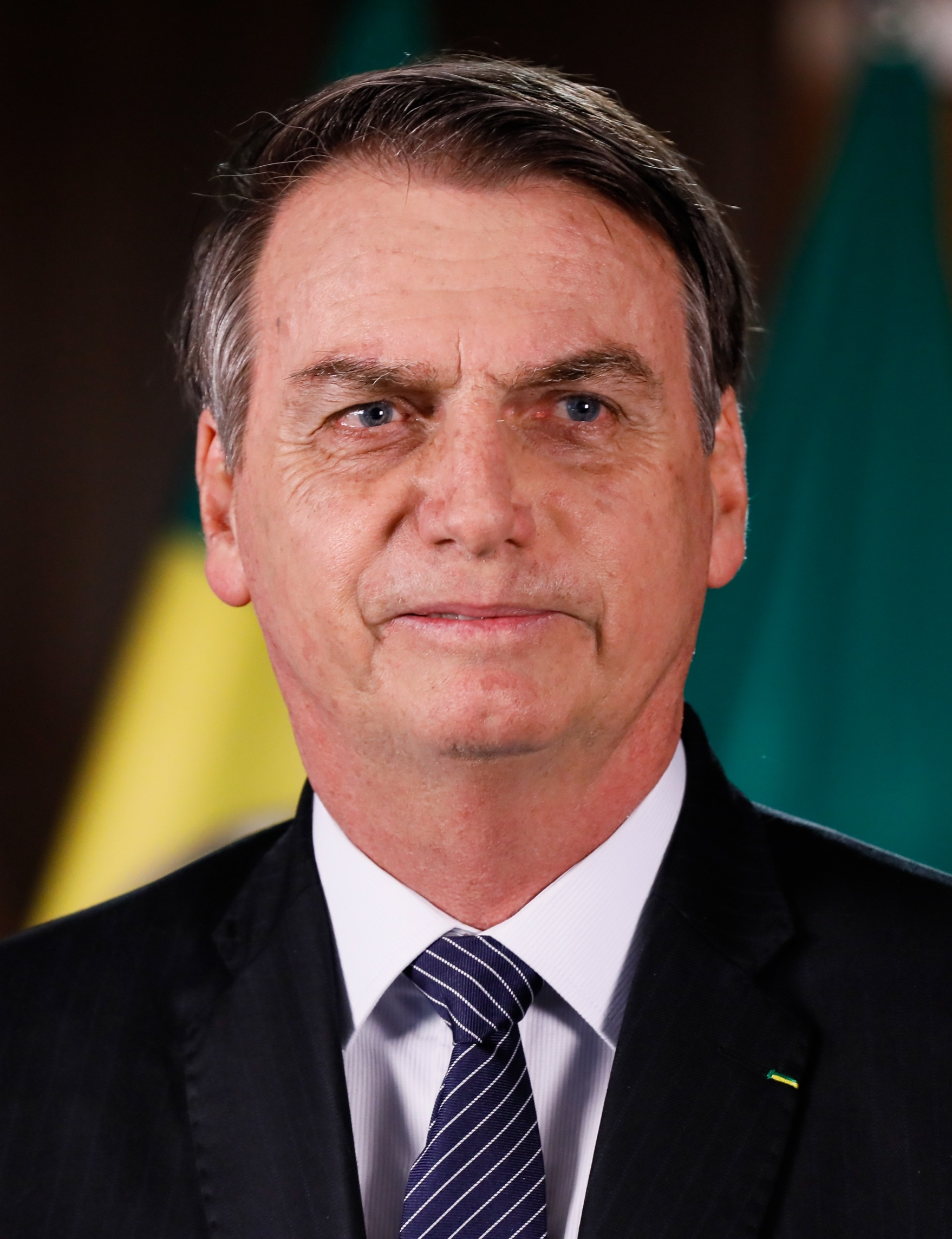
ژائیر بولسونارو
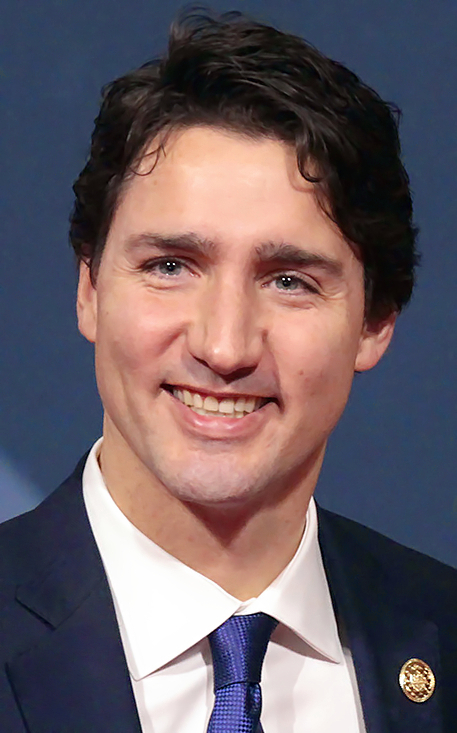
جاستین ترودو
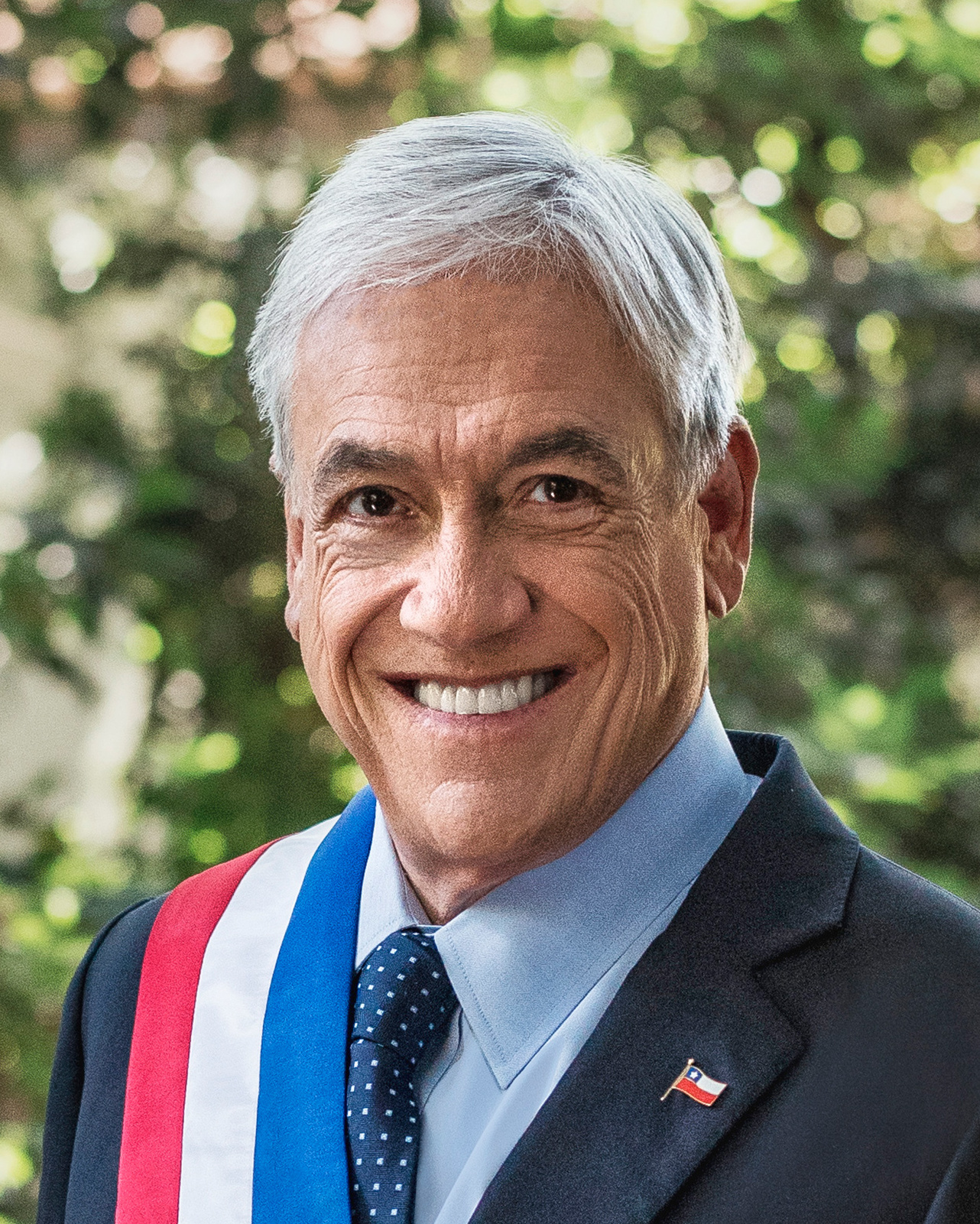
سباستین پینیه‌را
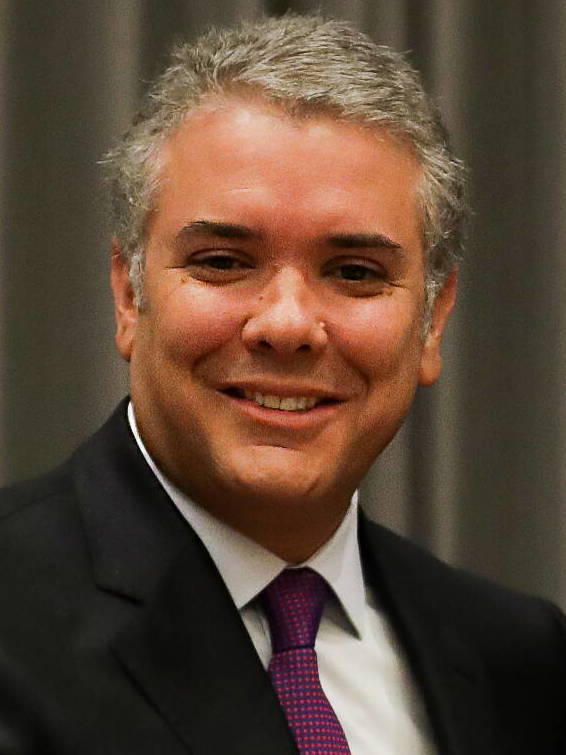
ایوان دوکه
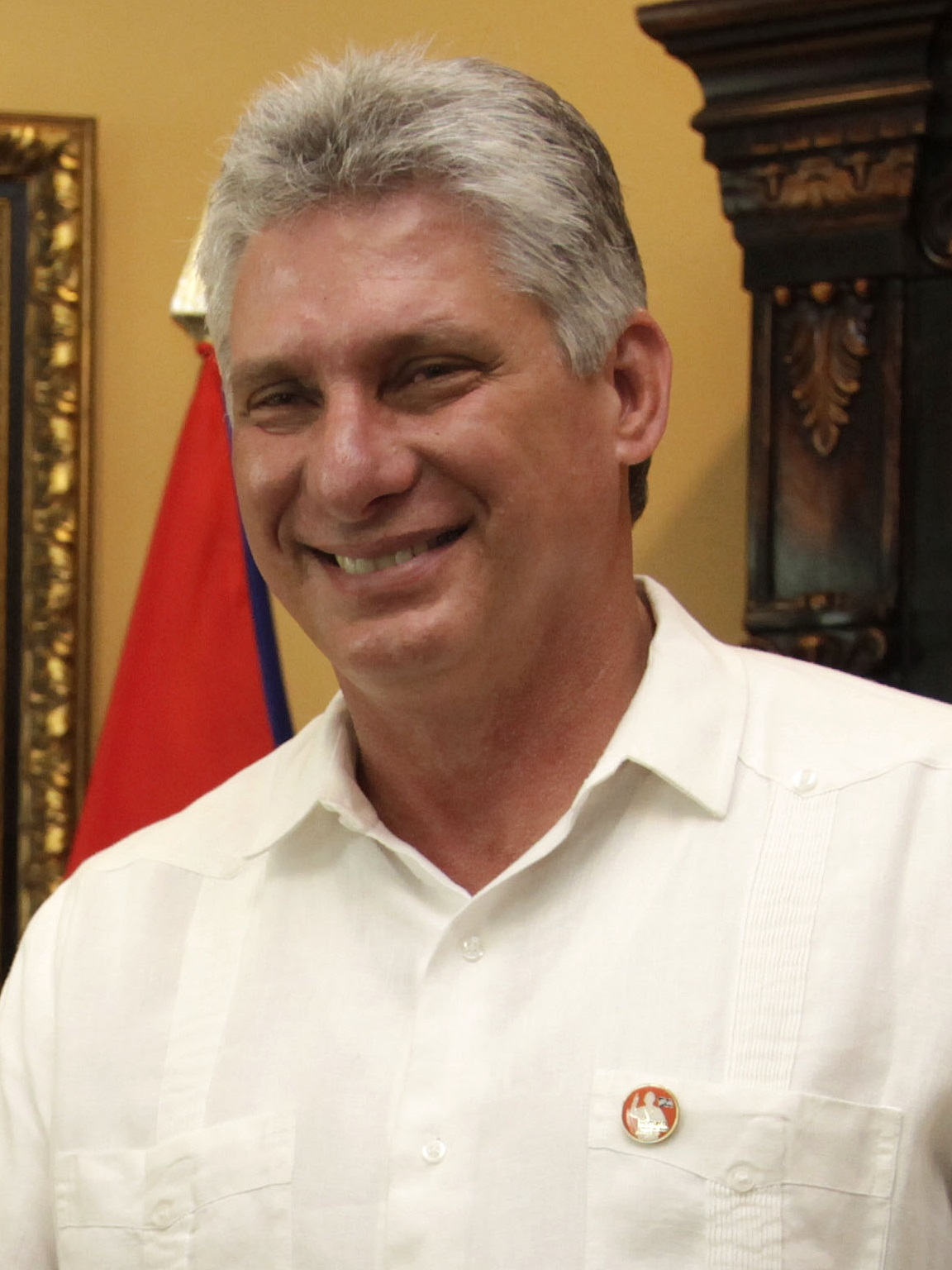
میگل دایاز-کانل
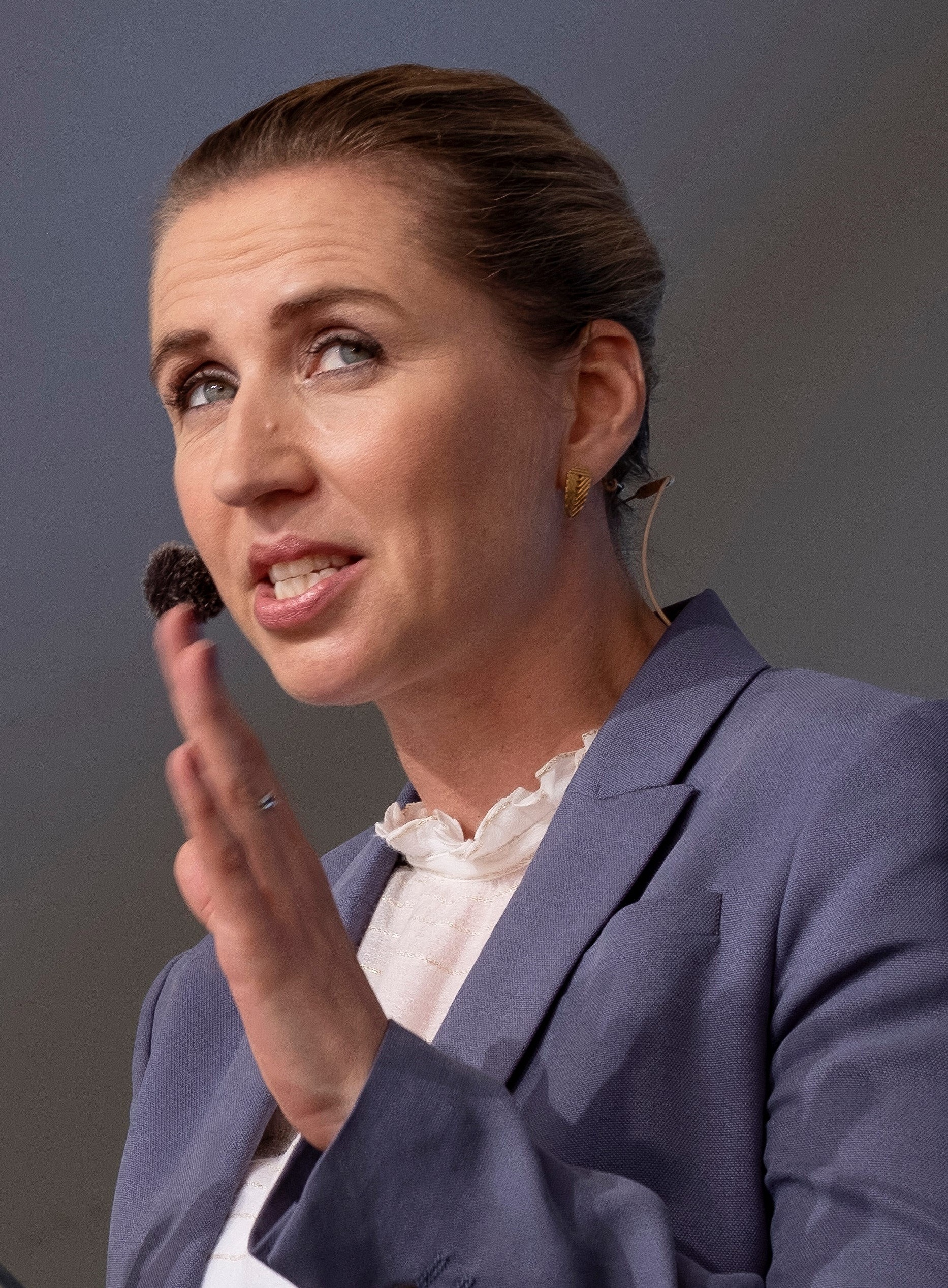
مته فردریکسن
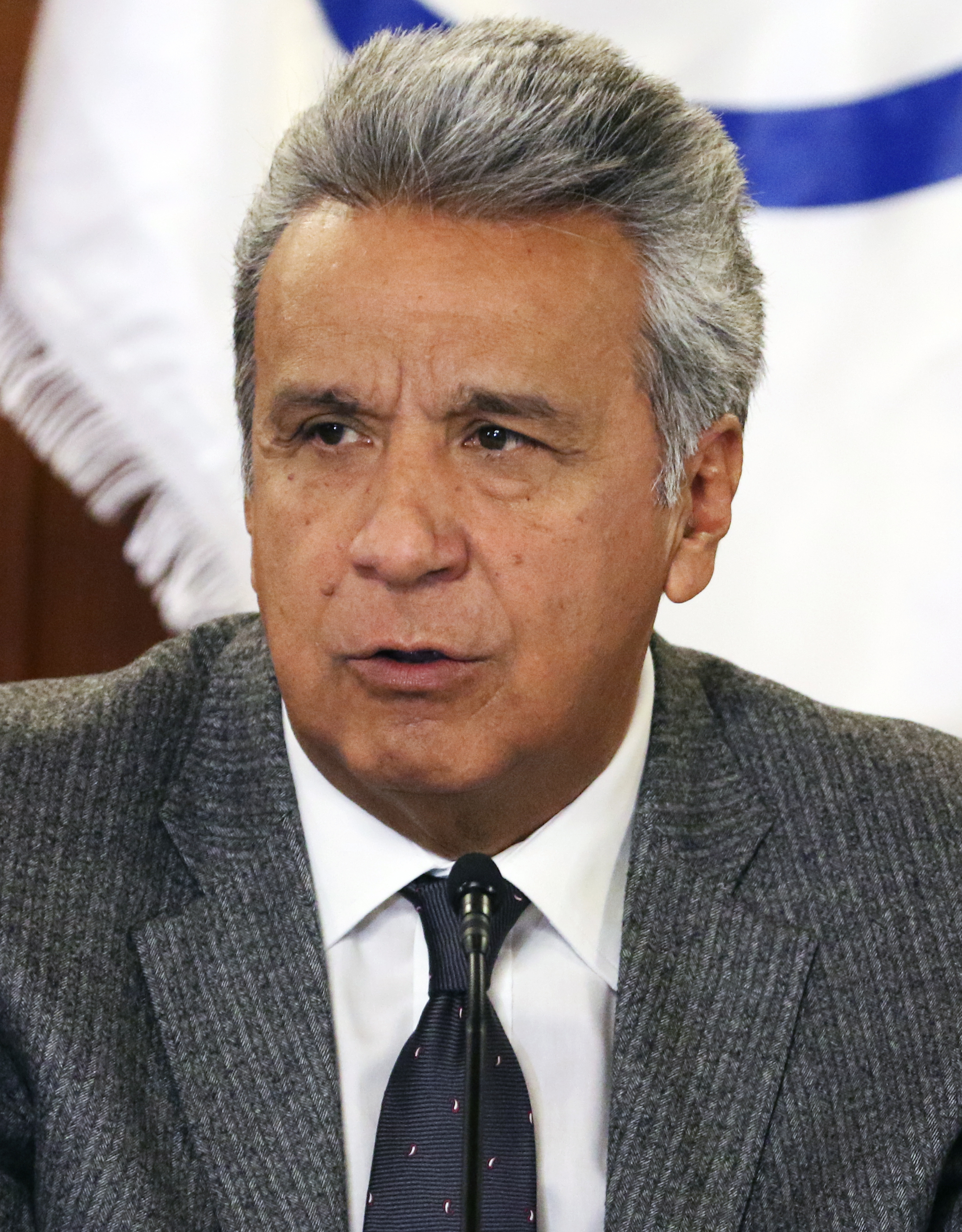
لنین مورنو
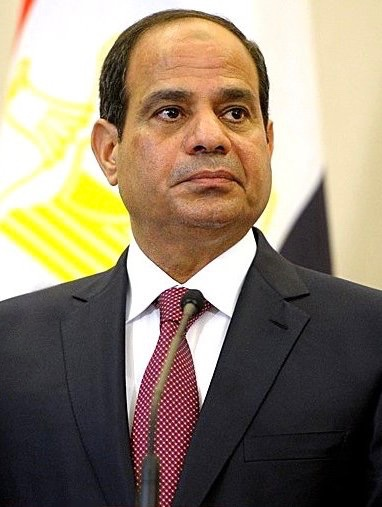
عبدالفتاح سیسی
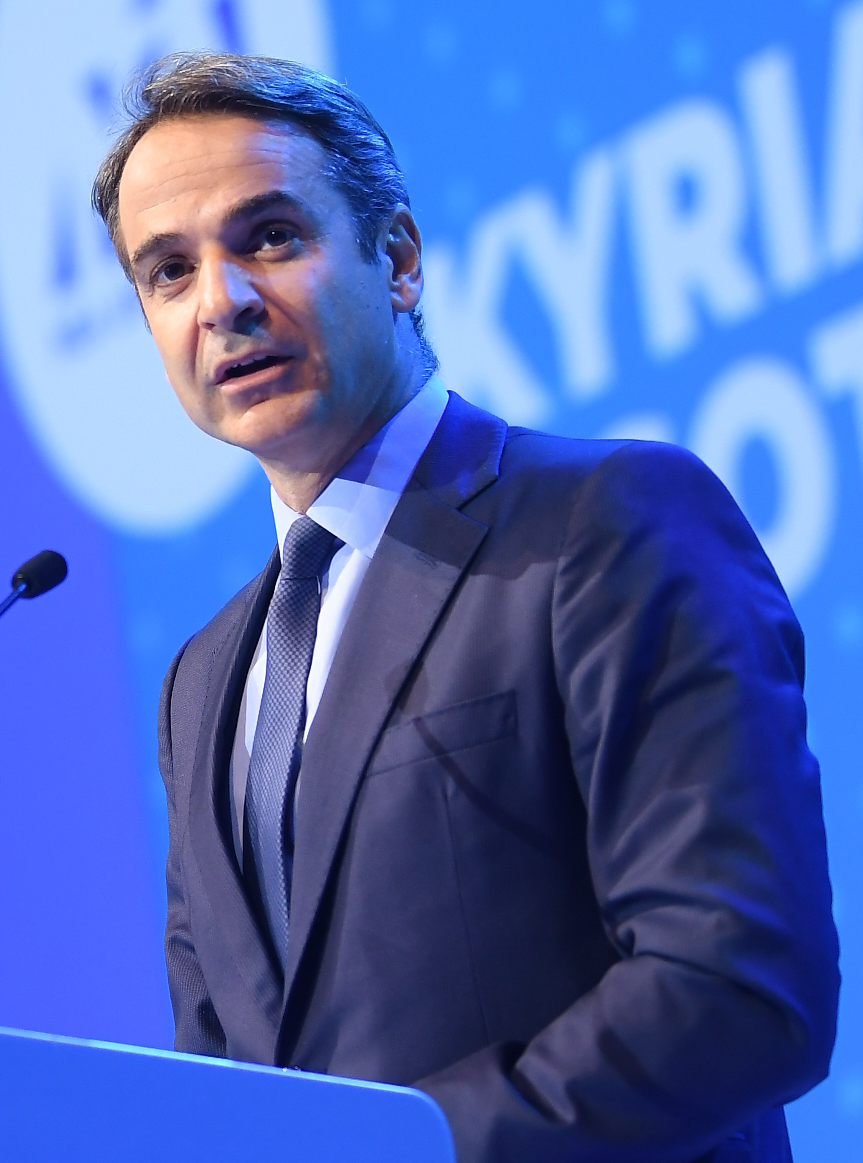
کیریاکوس میتسوتاکیس
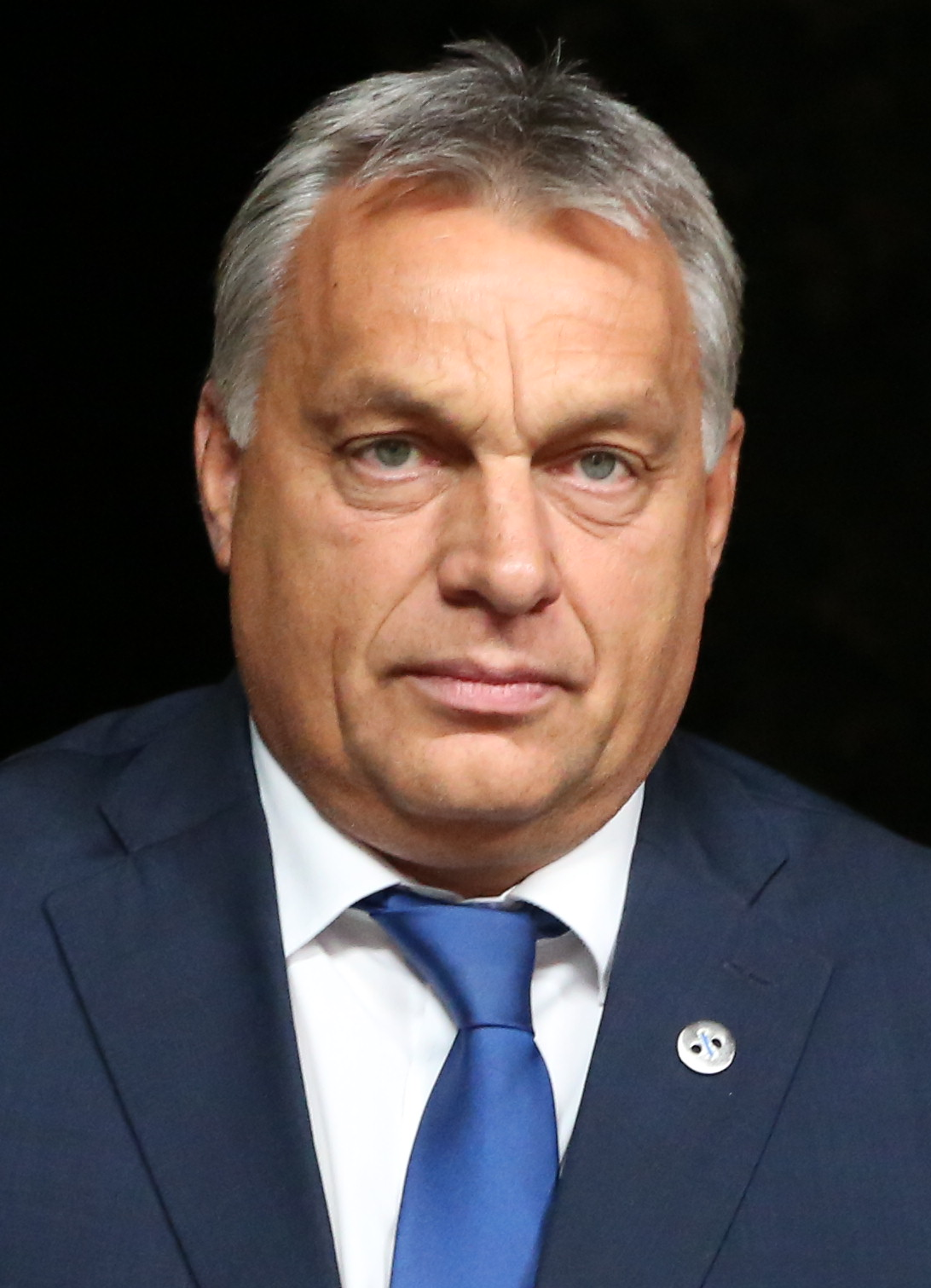
ویکتور اوربان
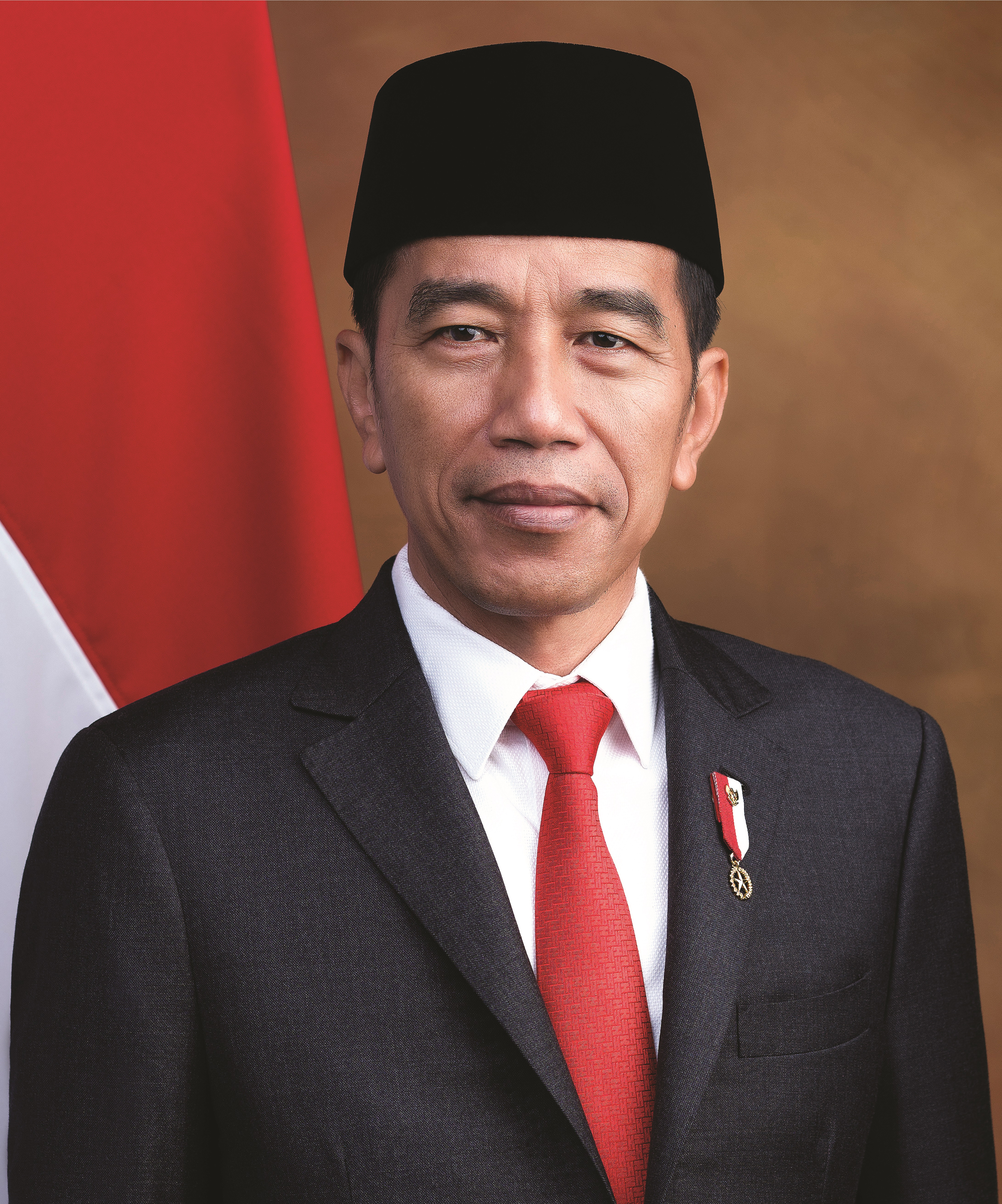
جوکو ویدودو
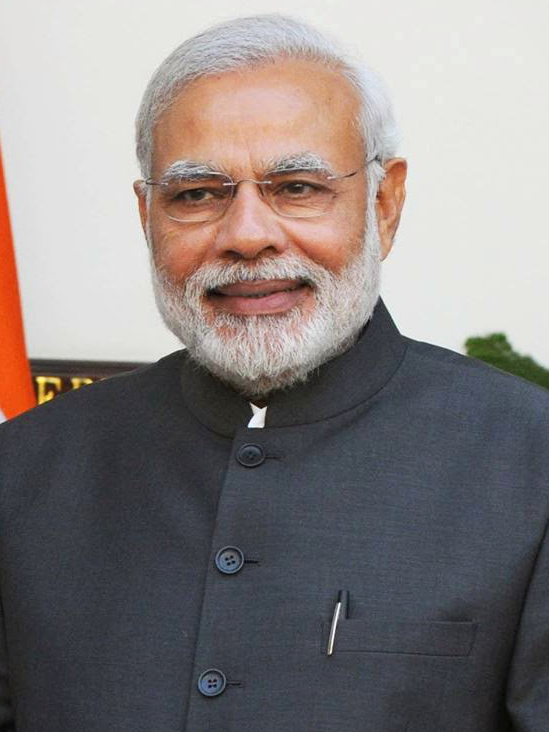
نارندرا مودی
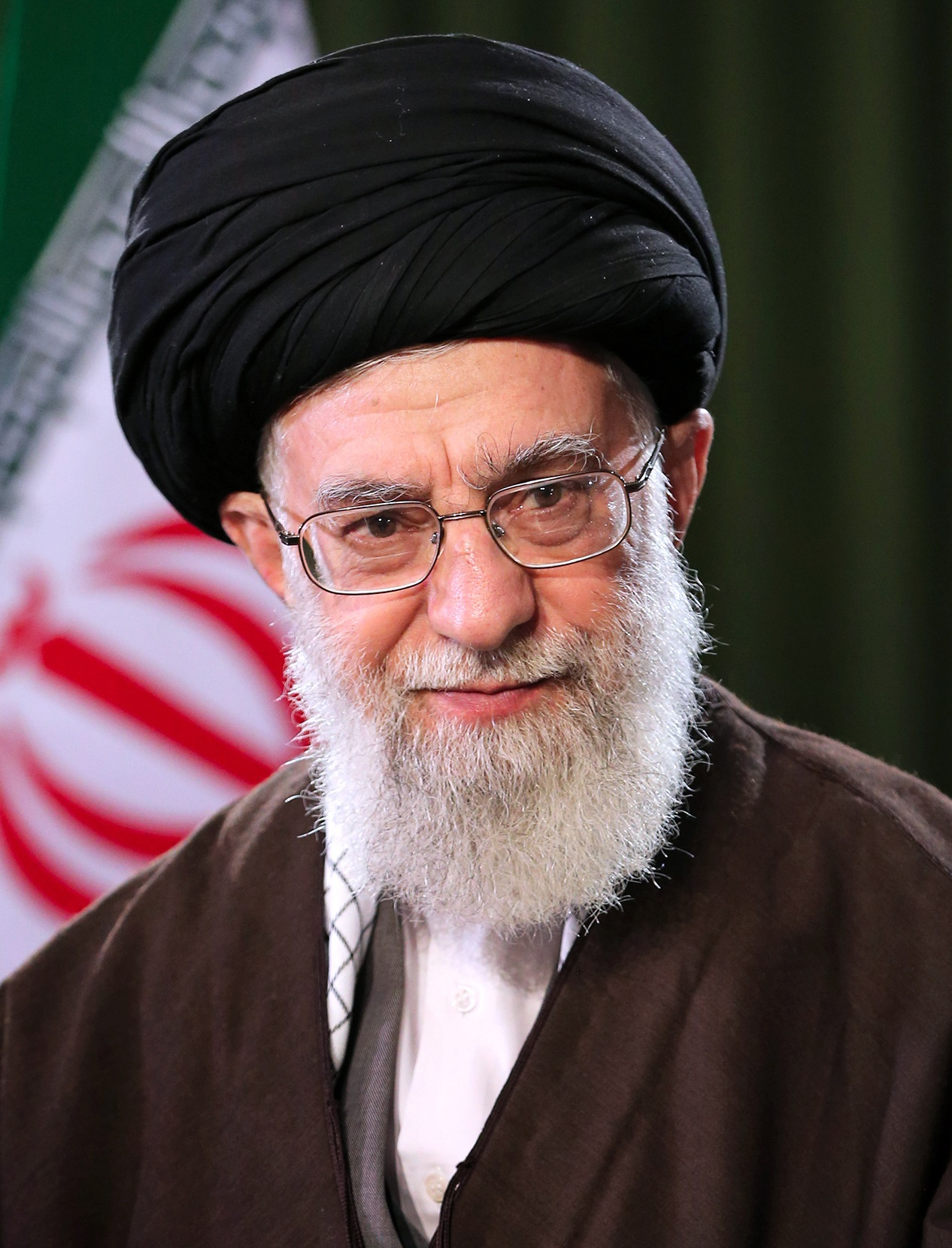
سید علی خامنه‌ای
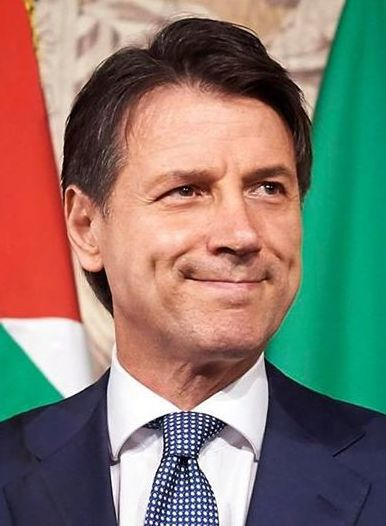
جوزپه کونته
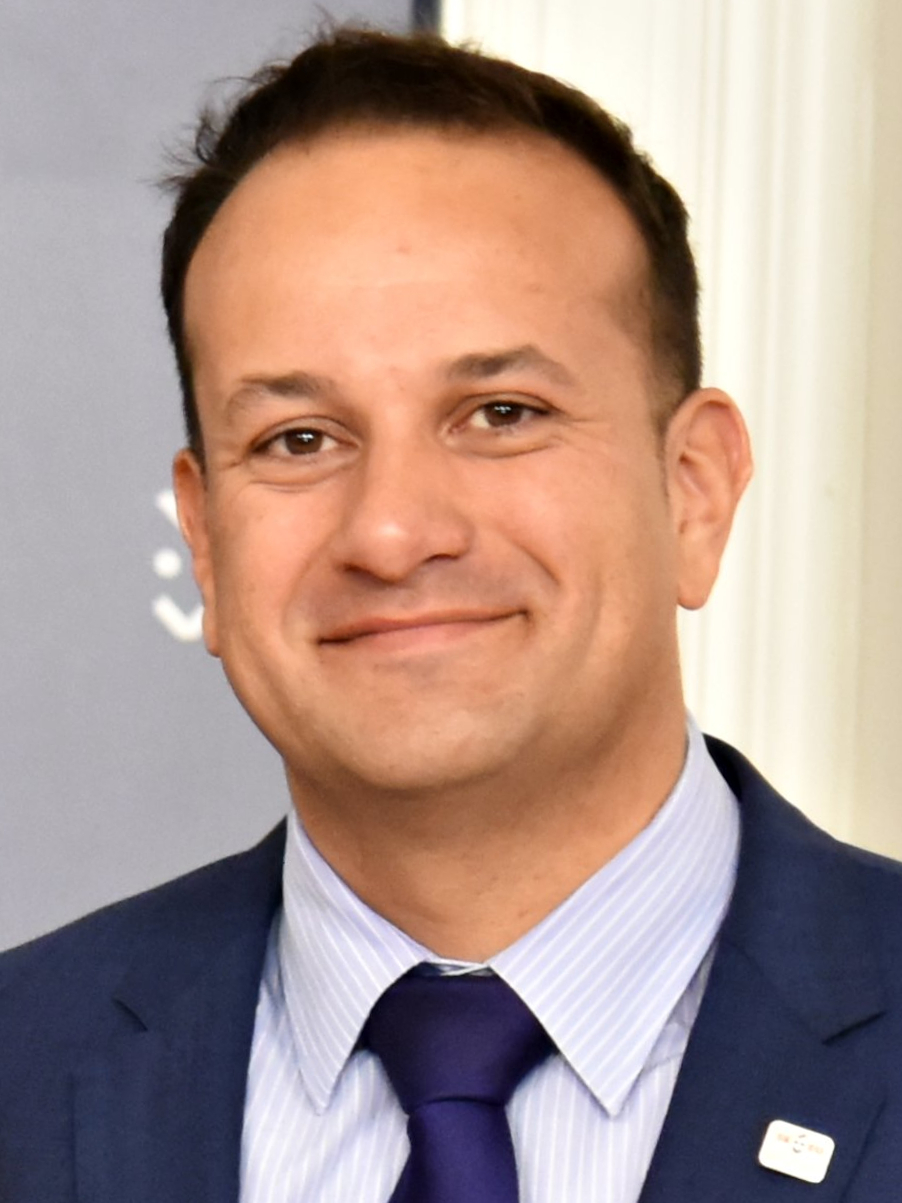
لیو وردکار
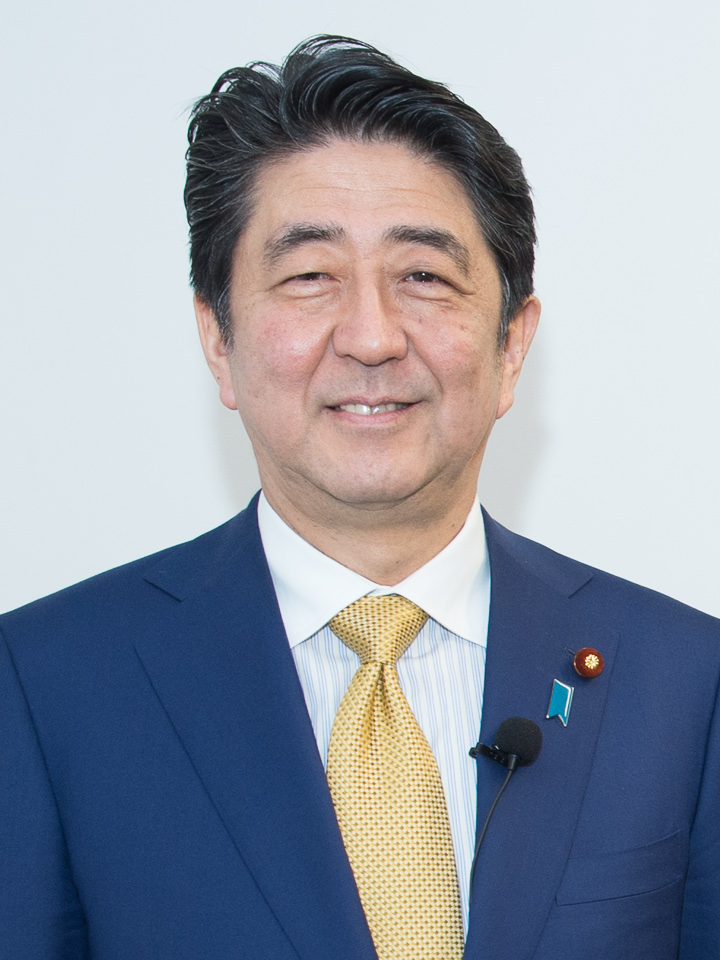
شینزو آبه
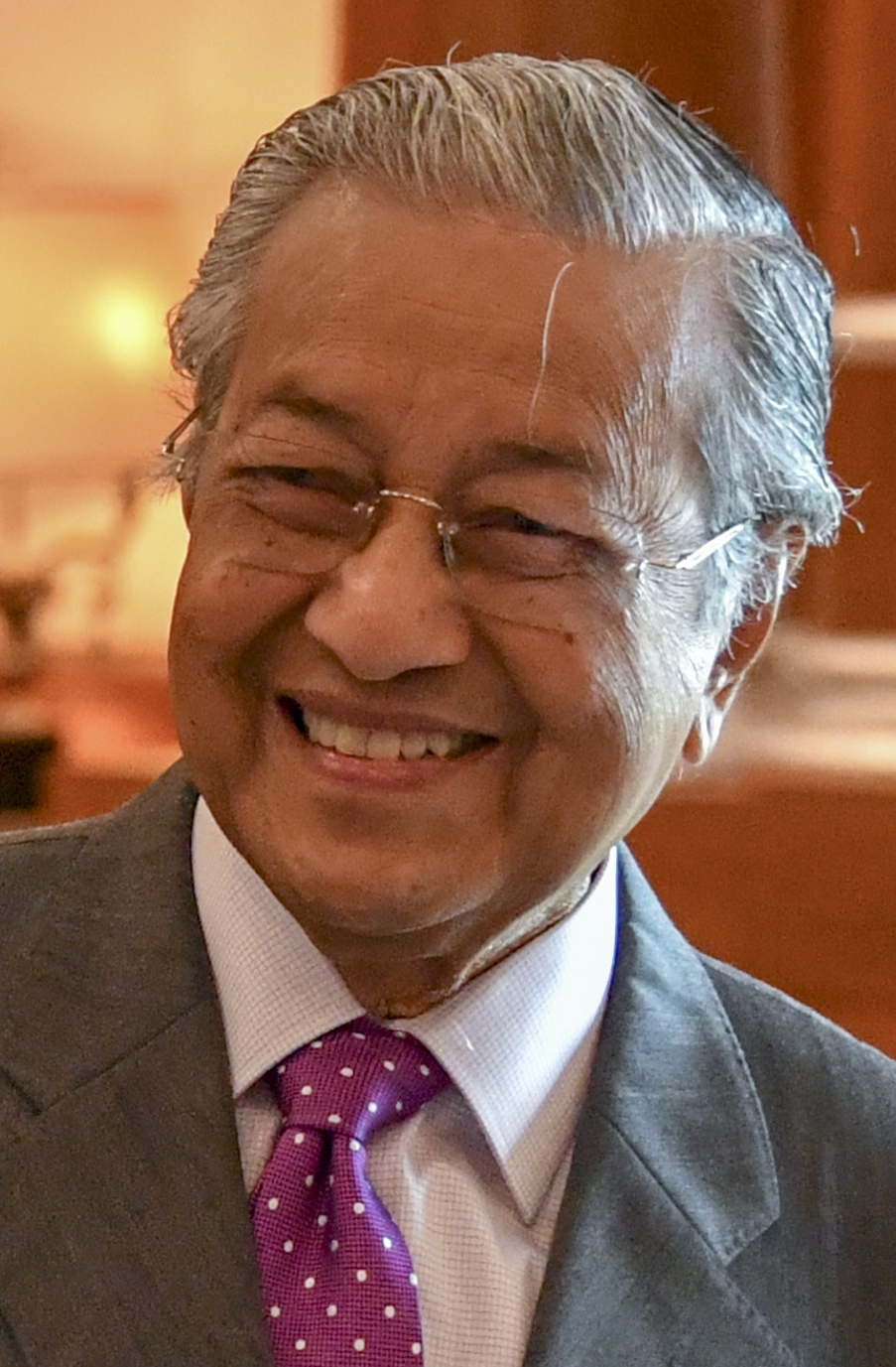
ماهاتیر محمد
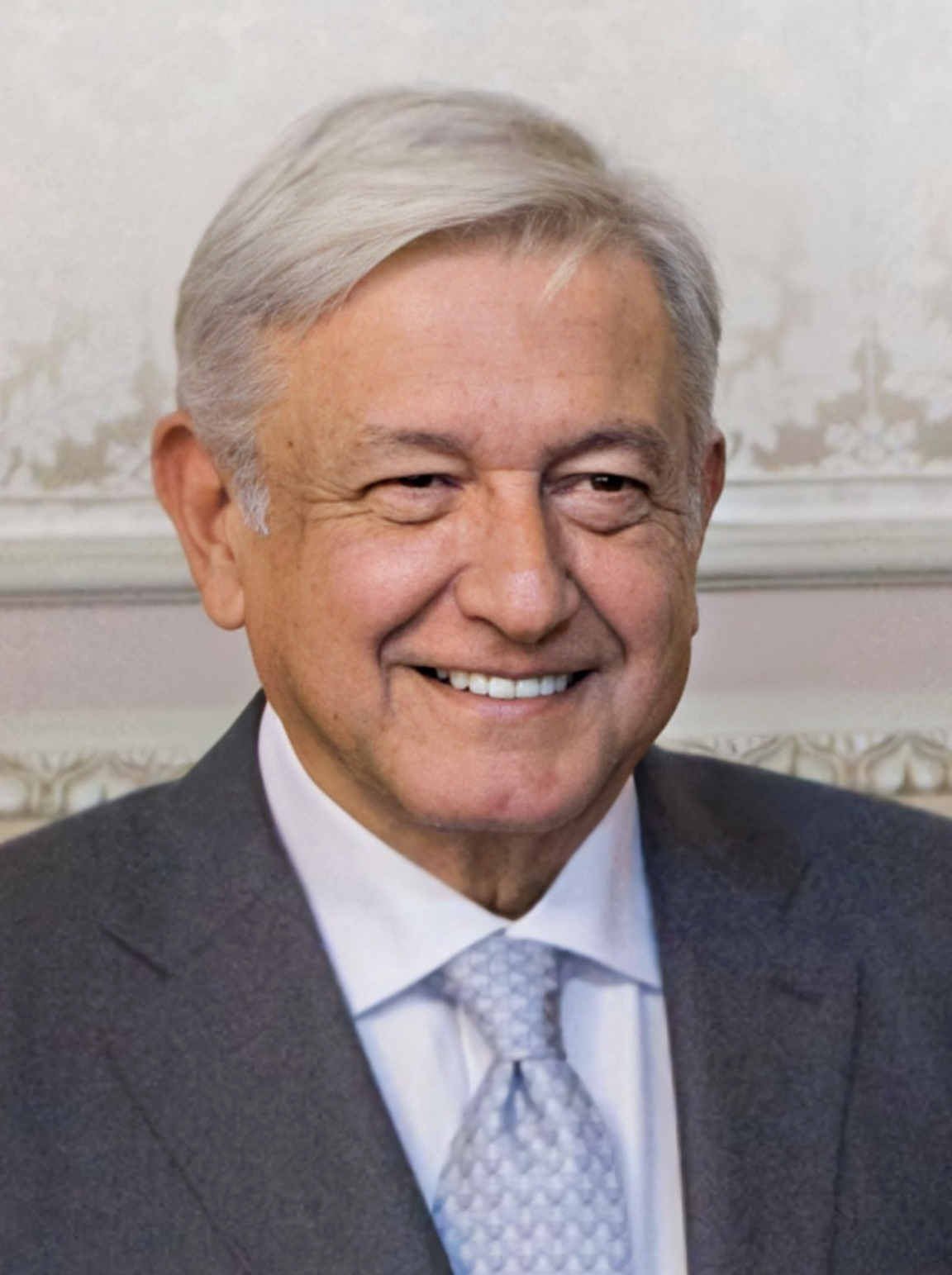
آندرس مانوئل لوپز اوبرادور
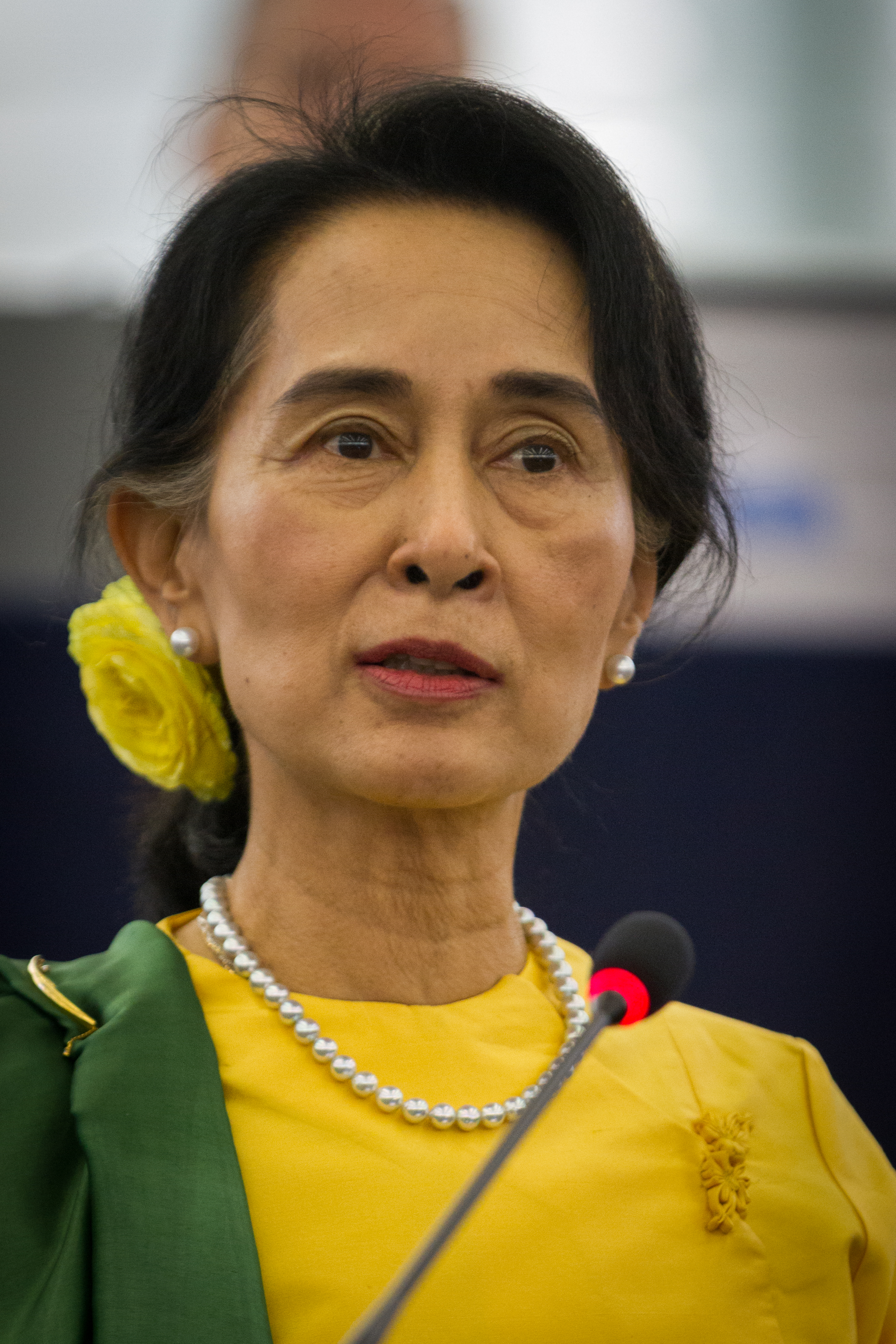
آنگ سان سو چی
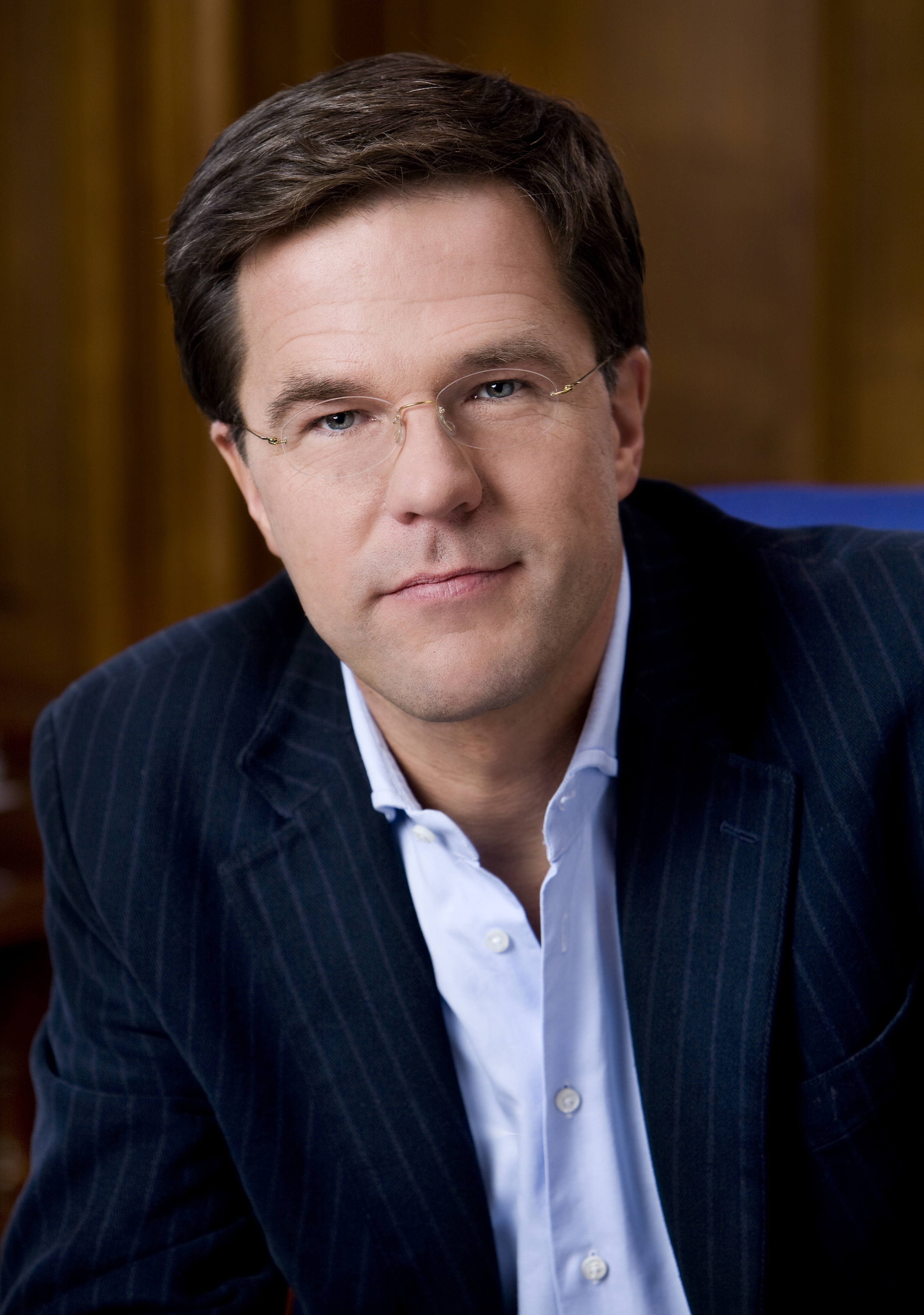
مارک روته
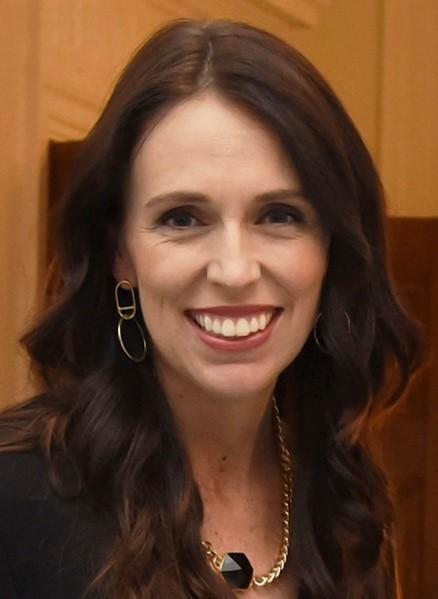
جاسیندا آردرن
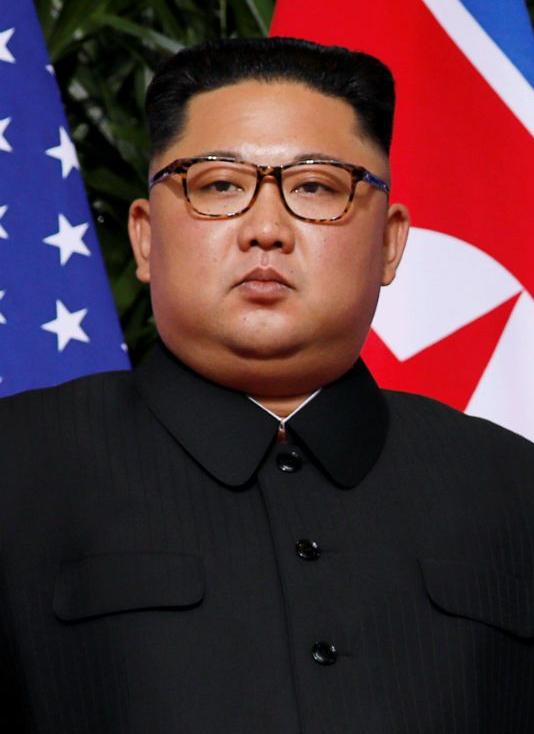
کیم جونگ-اون
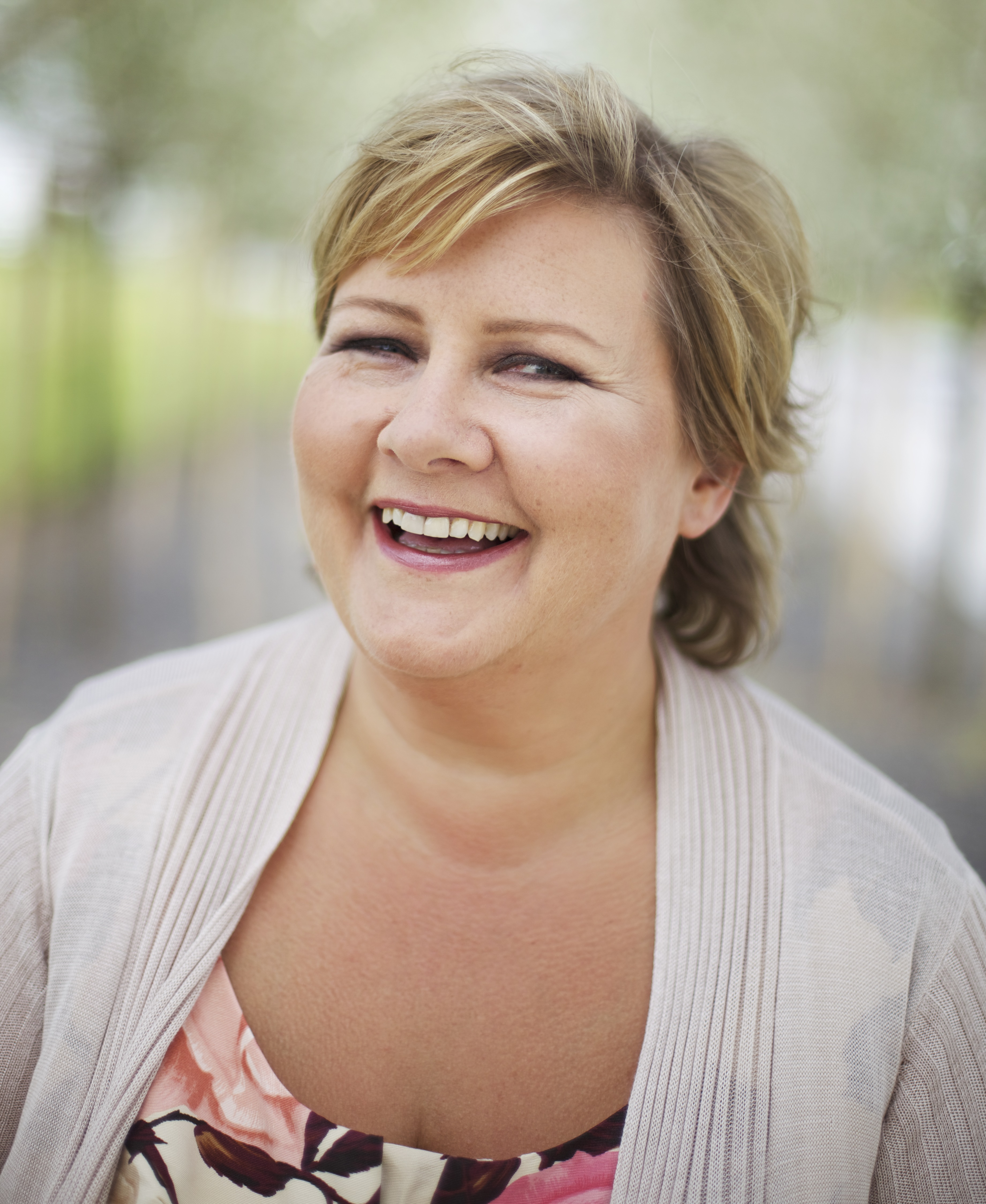
ارنا سولبرگ
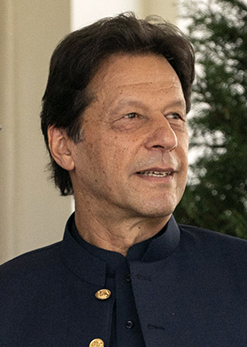
عمران خان
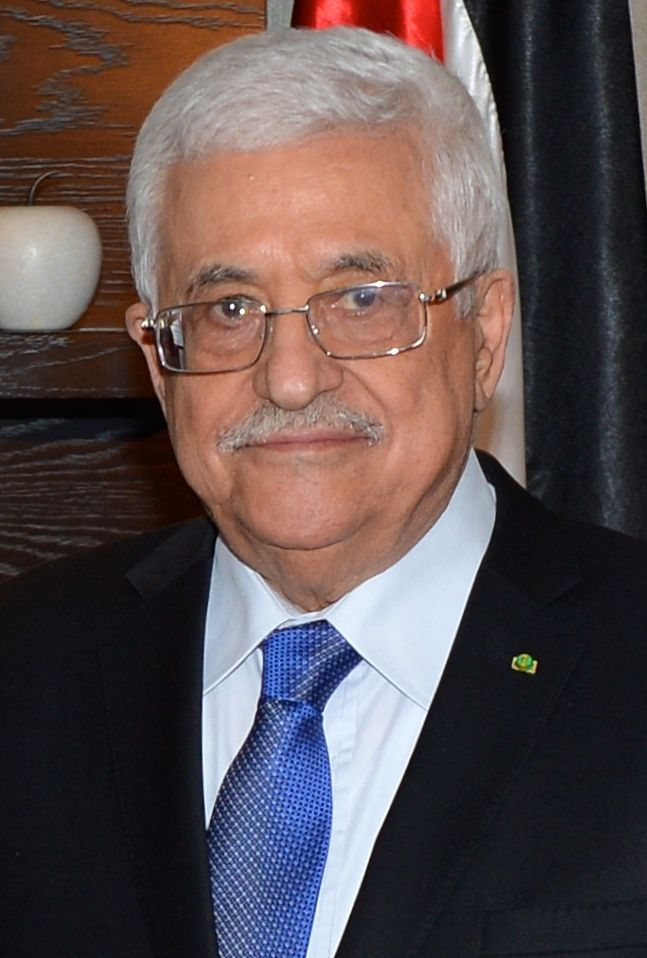
محمود عباس
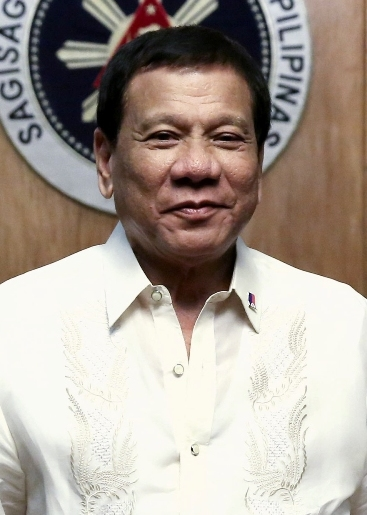
رودریگو دوترته
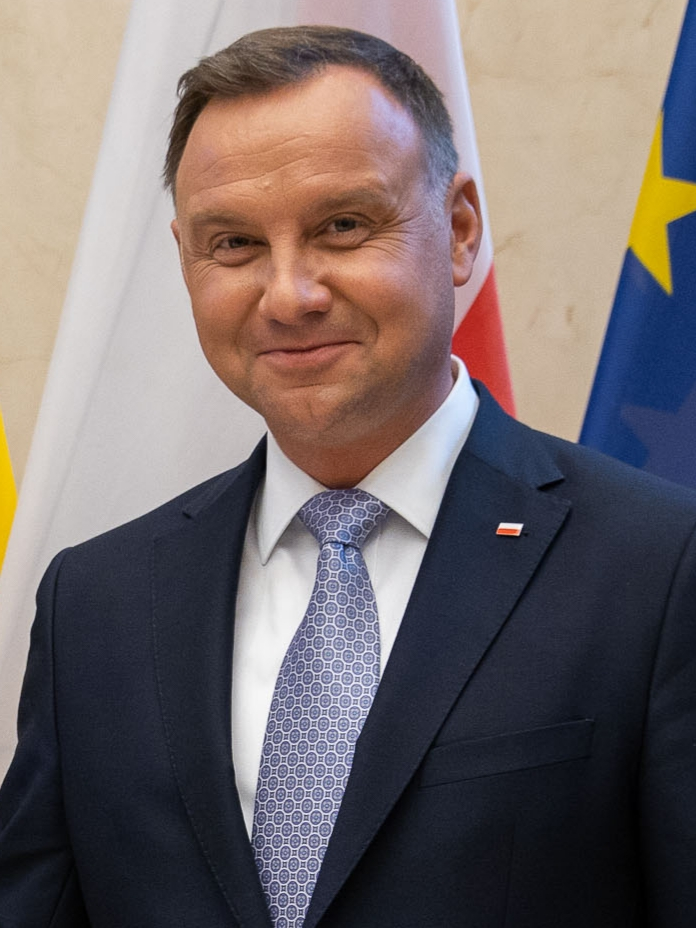
آندژی دودا
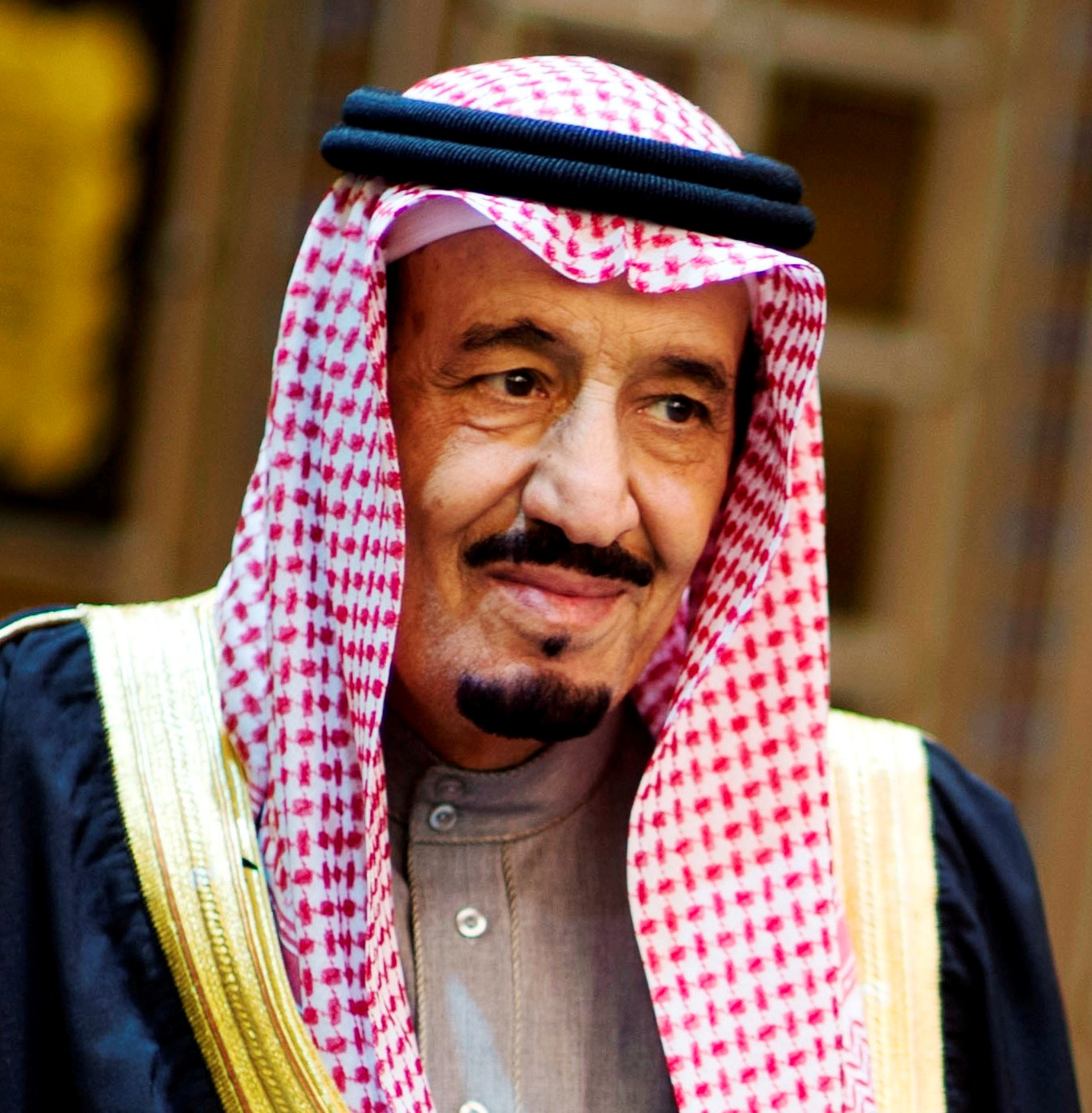
سلمان بن عبدالعزیز آل سعود
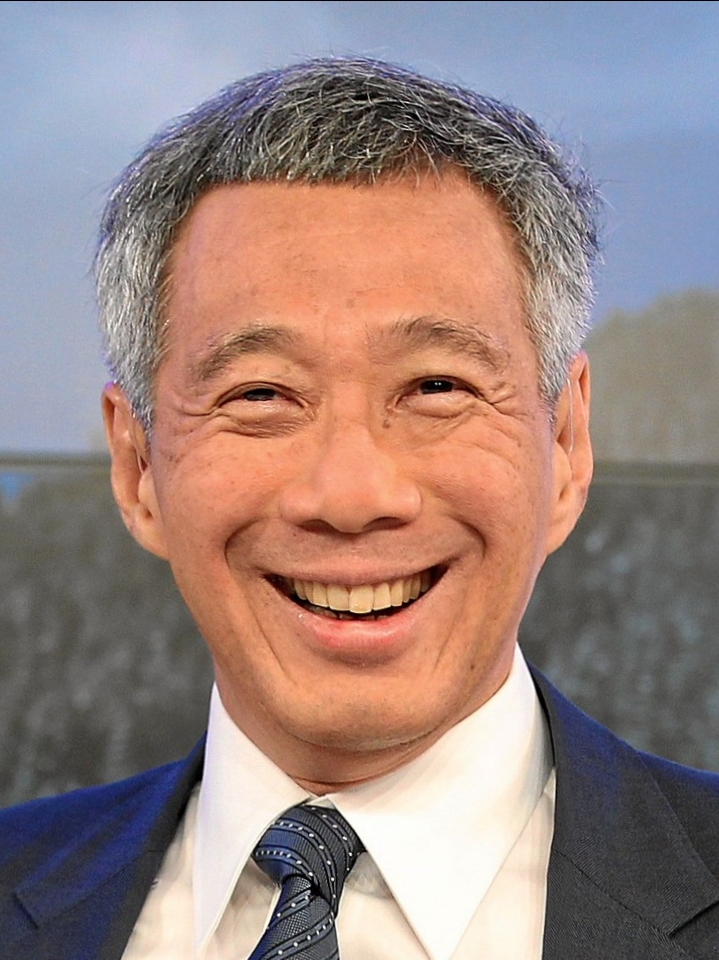
لی هسین لونگ
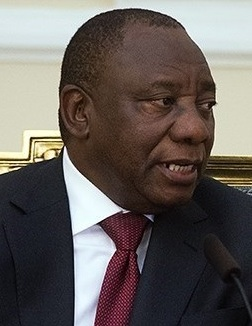
سیریل رامافوسا
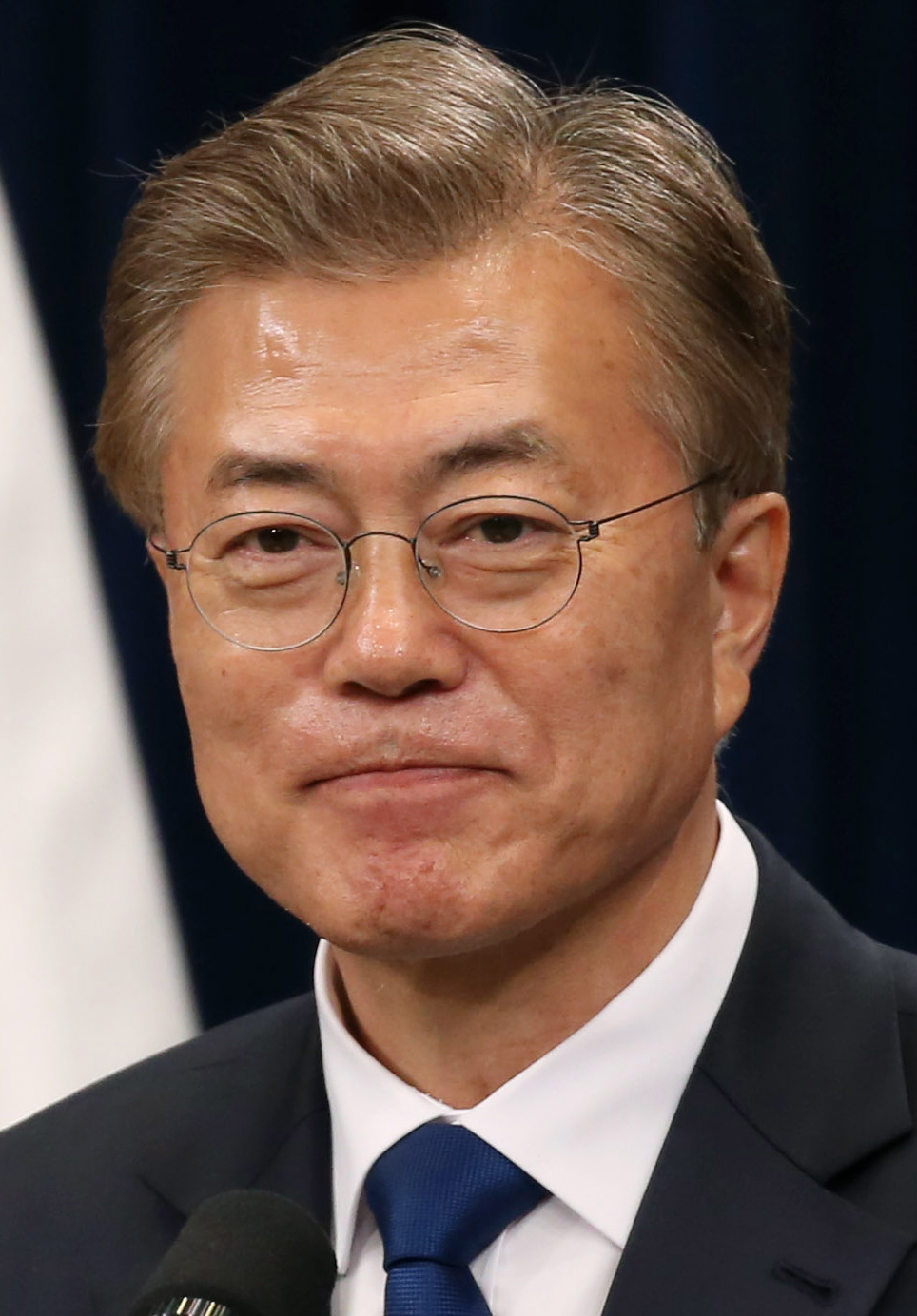
مون جه-این
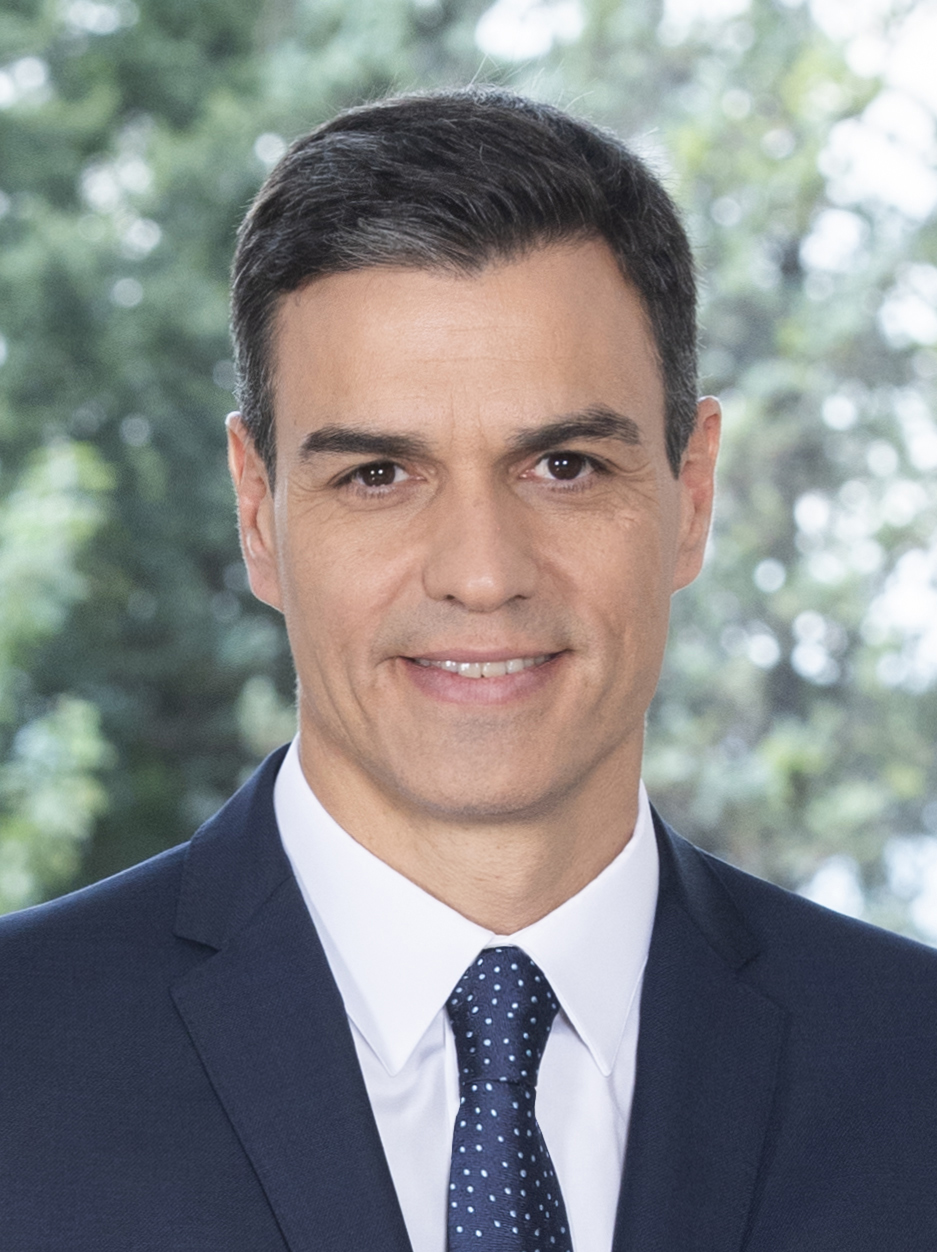
پدرو سانچز
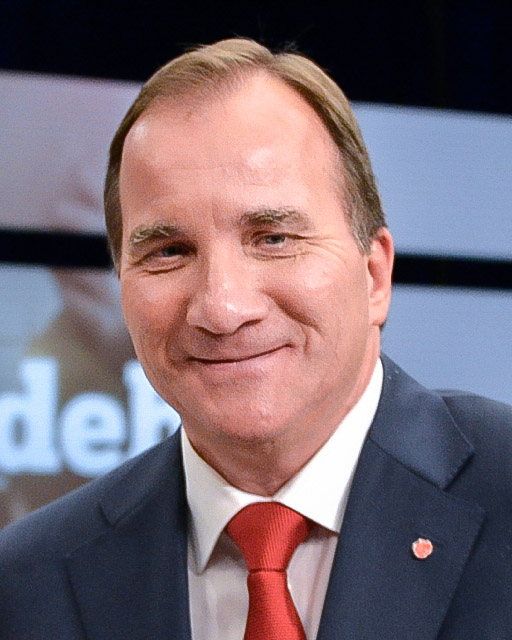
استفان لوون
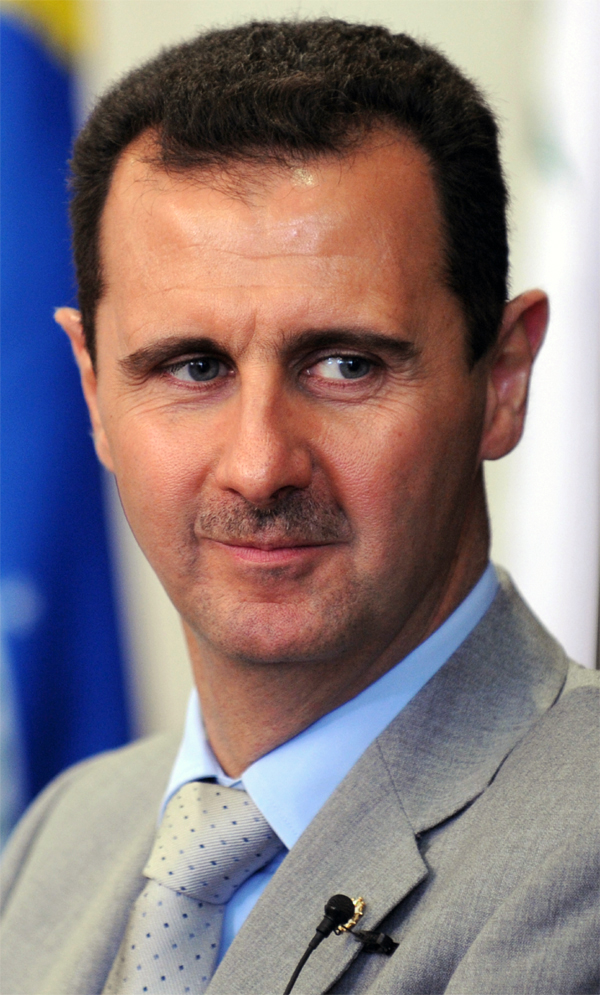
بشار اسد
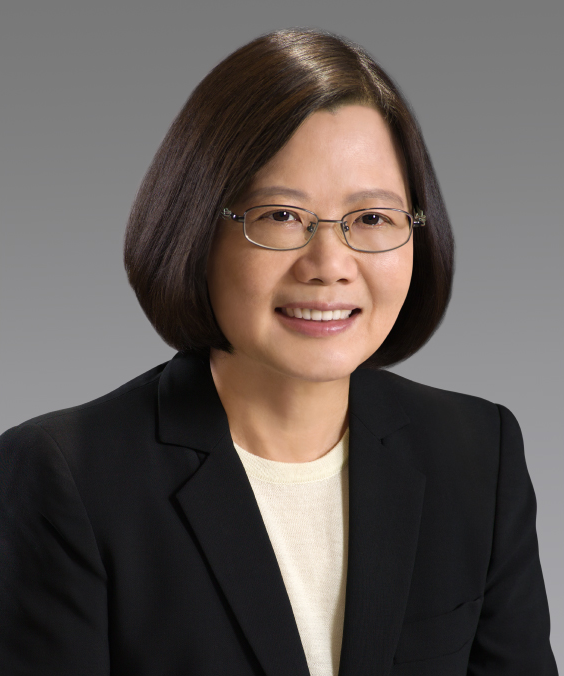
تسای اینگ-ون
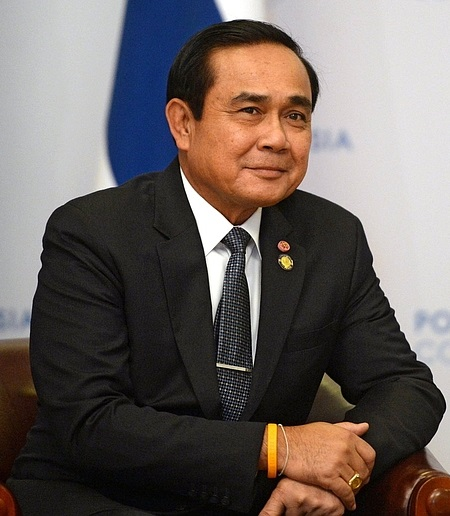
پرایوت چان-او-چا
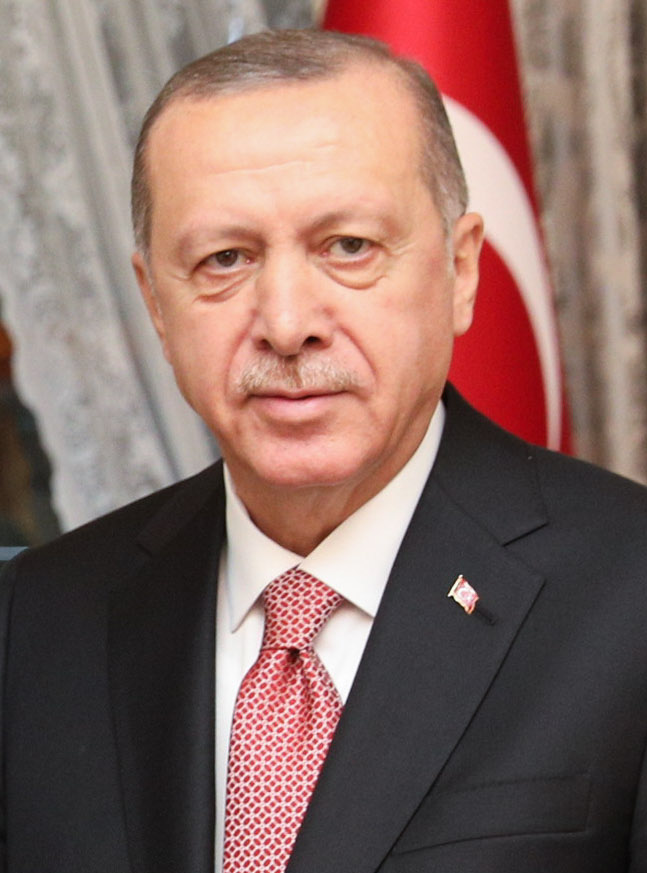
رجب طیب اردوغان
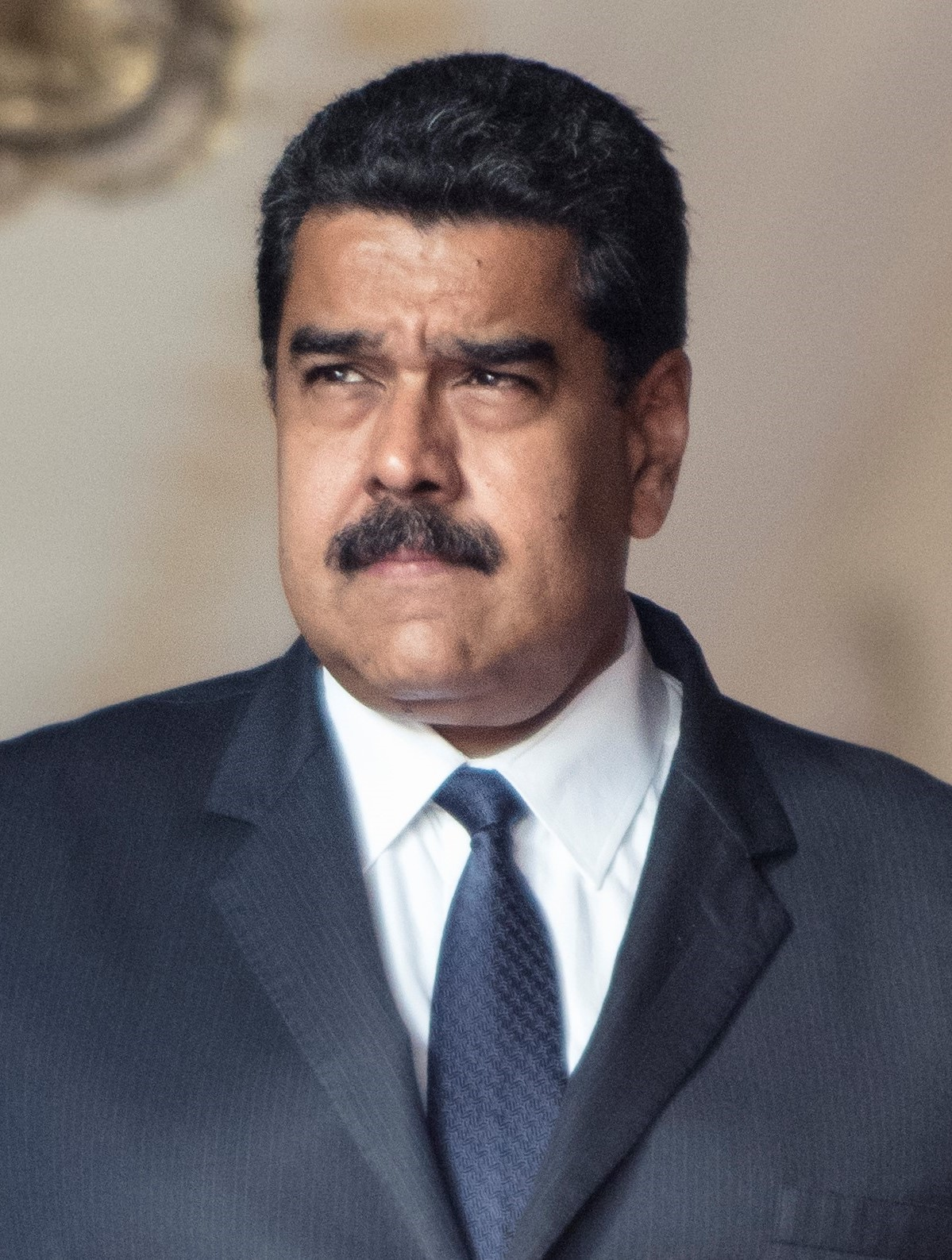
نیکلاس مادورو

## جامعه

### جمعیت
- در پایان این دهه جمعیت کرهٔ زمین پیش بینی می‌شود که به ۸ میلیارد نفر برسد.[۳]